# Спёртый мат
|   | a | b | c | d | e | f | g | h |   |
| - | --- | --- | --- | --- | --- | --- | --- | --- | - |
| 8 | a8 чёрная ладья · b8 чёрная ладья · g8 чёрный король · g7 чёрная пешка · h7 чёрная пешка · c6 белый ферзь · d5 белый король · e5 белый конь · a3 чёрный ферзь | a8 чёрная ладья · b8 чёрная ладья · g8 чёрный король · g7 чёрная пешка · h7 чёрная пешка · c6 белый ферзь · d5 белый король · e5 белый конь · a3 чёрный ферзь | a8 чёрная ладья · b8 чёрная ладья · g8 чёрный король · g7 чёрная пешка · h7 чёрная пешка · c6 белый ферзь · d5 белый король · e5 белый конь · a3 чёрный ферзь | a8 чёрная ладья · b8 чёрная ладья · g8 чёрный король · g7 чёрная пешка · h7 чёрная пешка · c6 белый ферзь · d5 белый король · e5 белый конь · a3 чёрный ферзь | a8 чёрная ладья · b8 чёрная ладья · g8 чёрный король · g7 чёрная пешка · h7 чёрная пешка · c6 белый ферзь · d5 белый король · e5 белый конь · a3 чёрный ферзь | a8 чёрная ладья · b8 чёрная ладья · g8 чёрный король · g7 чёрная пешка · h7 чёрная пешка · c6 белый ферзь · d5 белый король · e5 белый конь · a3 чёрный ферзь | a8 чёрная ладья · b8 чёрная ладья · g8 чёрный король · g7 чёрная пешка · h7 чёрная пешка · c6 белый ферзь · d5 белый король · e5 белый конь · a3 чёрный ферзь | a8 чёрная ладья · b8 чёрная ладья · g8 чёрный король · g7 чёрная пешка · h7 чёрная пешка · c6 белый ферзь · d5 белый король · e5 белый конь · a3 чёрный ферзь | 8 |
| 7 | a8 чёрная ладья · b8 чёрная ладья · g8 чёрный король · g7 чёрная пешка · h7 чёрная пешка · c6 белый ферзь · d5 белый король · e5 белый конь · a3 чёрный ферзь | a8 чёрная ладья · b8 чёрная ладья · g8 чёрный король · g7 чёрная пешка · h7 чёрная пешка · c6 белый ферзь · d5 белый король · e5 белый конь · a3 чёрный ферзь | a8 чёрная ладья · b8 чёрная ладья · g8 чёрный король · g7 чёрная пешка · h7 чёрная пешка · c6 белый ферзь · d5 белый король · e5 белый конь · a3 чёрный ферзь | a8 чёрная ладья · b8 чёрная ладья · g8 чёрный король · g7 чёрная пешка · h7 чёрная пешка · c6 белый ферзь · d5 белый король · e5 белый конь · a3 чёрный ферзь | a8 чёрная ладья · b8 чёрная ладья · g8 чёрный король · g7 чёрная пешка · h7 чёрная пешка · c6 белый ферзь · d5 белый король · e5 белый конь · a3 чёрный ферзь | a8 чёрная ладья · b8 чёрная ладья · g8 чёрный король · g7 чёрная пешка · h7 чёрная пешка · c6 белый ферзь · d5 белый король · e5 белый конь · a3 чёрный ферзь | a8 чёрная ладья · b8 чёрная ладья · g8 чёрный король · g7 чёрная пешка · h7 чёрная пешка · c6 белый ферзь · d5 белый король · e5 белый конь · a3 чёрный ферзь | a8 чёрная ладья · b8 чёрная ладья · g8 чёрный король · g7 чёрная пешка · h7 чёрная пешка · c6 белый ферзь · d5 белый король · e5 белый конь · a3 чёрный ферзь | 7 |
| 6 | a8 чёрная ладья · b8 чёрная ладья · g8 чёрный король · g7 чёрная пешка · h7 чёрная пешка · c6 белый ферзь · d5 белый король · e5 белый конь · a3 чёрный ферзь | a8 чёрная ладья · b8 чёрная ладья · g8 чёрный король · g7 чёрная пешка · h7 чёрная пешка · c6 белый ферзь · d5 белый король · e5 белый конь · a3 чёрный ферзь | a8 чёрная ладья · b8 чёрная ладья · g8 чёрный король · g7 чёрная пешка · h7 чёрная пешка · c6 белый ферзь · d5 белый король · e5 белый конь · a3 чёрный ферзь | a8 чёрная ладья · b8 чёрная ладья · g8 чёрный король · g7 чёрная пешка · h7 чёрная пешка · c6 белый ферзь · d5 белый король · e5 белый конь · a3 чёрный ферзь | a8 чёрная ладья · b8 чёрная ладья · g8 чёрный король · g7 чёрная пешка · h7 чёрная пешка · c6 белый ферзь · d5 белый король · e5 белый конь · a3 чёрный ферзь | a8 чёрная ладья · b8 чёрная ладья · g8 чёрный король · g7 чёрная пешка · h7 чёрная пешка · c6 белый ферзь · d5 белый король · e5 белый конь · a3 чёрный ферзь | a8 чёрная ладья · b8 чёрная ладья · g8 чёрный король · g7 чёрная пешка · h7 чёрная пешка · c6 белый ферзь · d5 белый король · e5 белый конь · a3 чёрный ферзь | a8 чёрная ладья · b8 чёрная ладья · g8 чёрный король · g7 чёрная пешка · h7 чёрная пешка · c6 белый ферзь · d5 белый король · e5 белый конь · a3 чёрный ферзь | 6 |
| 5 | a8 чёрная ладья · b8 чёрная ладья · g8 чёрный король · g7 чёрная пешка · h7 чёрная пешка · c6 белый ферзь · d5 белый король · e5 белый конь · a3 чёрный ферзь | a8 чёрная ладья · b8 чёрная ладья · g8 чёрный король · g7 чёрная пешка · h7 чёрная пешка · c6 белый ферзь · d5 белый король · e5 белый конь · a3 чёрный ферзь | a8 чёрная ладья · b8 чёрная ладья · g8 чёрный король · g7 чёрная пешка · h7 чёрная пешка · c6 белый ферзь · d5 белый король · e5 белый конь · a3 чёрный ферзь | a8 чёрная ладья · b8 чёрная ладья · g8 чёрный король · g7 чёрная пешка · h7 чёрная пешка · c6 белый ферзь · d5 белый король · e5 белый конь · a3 чёрный ферзь | a8 чёрная ладья · b8 чёрная ладья · g8 чёрный король · g7 чёрная пешка · h7 чёрная пешка · c6 белый ферзь · d5 белый король · e5 белый конь · a3 чёрный ферзь | a8 чёрная ладья · b8 чёрная ладья · g8 чёрный король · g7 чёрная пешка · h7 чёрная пешка · c6 белый ферзь · d5 белый король · e5 белый конь · a3 чёрный ферзь | a8 чёрная ладья · b8 чёрная ладья · g8 чёрный король · g7 чёрная пешка · h7 чёрная пешка · c6 белый ферзь · d5 белый король · e5 белый конь · a3 чёрный ферзь | a8 чёрная ладья · b8 чёрная ладья · g8 чёрный король · g7 чёрная пешка · h7 чёрная пешка · c6 белый ферзь · d5 белый король · e5 белый конь · a3 чёрный ферзь | 5 |
| 4 | a8 чёрная ладья · b8 чёрная ладья · g8 чёрный король · g7 чёрная пешка · h7 чёрная пешка · c6 белый ферзь · d5 белый король · e5 белый конь · a3 чёрный ферзь | a8 чёрная ладья · b8 чёрная ладья · g8 чёрный король · g7 чёрная пешка · h7 чёрная пешка · c6 белый ферзь · d5 белый король · e5 белый конь · a3 чёрный ферзь | a8 чёрная ладья · b8 чёрная ладья · g8 чёрный король · g7 чёрная пешка · h7 чёрная пешка · c6 белый ферзь · d5 белый король · e5 белый конь · a3 чёрный ферзь | a8 чёрная ладья · b8 чёрная ладья · g8 чёрный король · g7 чёрная пешка · h7 чёрная пешка · c6 белый ферзь · d5 белый король · e5 белый конь · a3 чёрный ферзь | a8 чёрная ладья · b8 чёрная ладья · g8 чёрный король · g7 чёрная пешка · h7 чёрная пешка · c6 белый ферзь · d5 белый король · e5 белый конь · a3 чёрный ферзь | a8 чёрная ладья · b8 чёрная ладья · g8 чёрный король · g7 чёрная пешка · h7 чёрная пешка · c6 белый ферзь · d5 белый король · e5 белый конь · a3 чёрный ферзь | a8 чёрная ладья · b8 чёрная ладья · g8 чёрный король · g7 чёрная пешка · h7 чёрная пешка · c6 белый ферзь · d5 белый король · e5 белый конь · a3 чёрный ферзь | a8 чёрная ладья · b8 чёрная ладья · g8 чёрный король · g7 чёрная пешка · h7 чёрная пешка · c6 белый ферзь · d5 белый король · e5 белый конь · a3 чёрный ферзь | 4 |
| 3 | a8 чёрная ладья · b8 чёрная ладья · g8 чёрный король · g7 чёрная пешка · h7 чёрная пешка · c6 белый ферзь · d5 белый король · e5 белый конь · a3 чёрный ферзь | a8 чёрная ладья · b8 чёрная ладья · g8 чёрный король · g7 чёрная пешка · h7 чёрная пешка · c6 белый ферзь · d5 белый король · e5 белый конь · a3 чёрный ферзь | a8 чёрная ладья · b8 чёрная ладья · g8 чёрный король · g7 чёрная пешка · h7 чёрная пешка · c6 белый ферзь · d5 белый король · e5 белый конь · a3 чёрный ферзь | a8 чёрная ладья · b8 чёрная ладья · g8 чёрный король · g7 чёрная пешка · h7 чёрная пешка · c6 белый ферзь · d5 белый король · e5 белый конь · a3 чёрный ферзь | a8 чёрная ладья · b8 чёрная ладья · g8 чёрный король · g7 чёрная пешка · h7 чёрная пешка · c6 белый ферзь · d5 белый король · e5 белый конь · a3 чёрный ферзь | a8 чёрная ладья · b8 чёрная ладья · g8 чёрный король · g7 чёрная пешка · h7 чёрная пешка · c6 белый ферзь · d5 белый король · e5 белый конь · a3 чёрный ферзь | a8 чёрная ладья · b8 чёрная ладья · g8 чёрный король · g7 чёрная пешка · h7 чёрная пешка · c6 белый ферзь · d5 белый король · e5 белый конь · a3 чёрный ферзь | a8 чёрная ладья · b8 чёрная ладья · g8 чёрный король · g7 чёрная пешка · h7 чёрная пешка · c6 белый ферзь · d5 белый король · e5 белый конь · a3 чёрный ферзь | 3 |
| 2 | a8 чёрная ладья · b8 чёрная ладья · g8 чёрный король · g7 чёрная пешка · h7 чёрная пешка · c6 белый ферзь · d5 белый король · e5 белый конь · a3 чёрный ферзь | a8 чёрная ладья · b8 чёрная ладья · g8 чёрный король · g7 чёрная пешка · h7 чёрная пешка · c6 белый ферзь · d5 белый король · e5 белый конь · a3 чёрный ферзь | a8 чёрная ладья · b8 чёрная ладья · g8 чёрный король · g7 чёрная пешка · h7 чёрная пешка · c6 белый ферзь · d5 белый король · e5 белый конь · a3 чёрный ферзь | a8 чёрная ладья · b8 чёрная ладья · g8 чёрный король · g7 чёрная пешка · h7 чёрная пешка · c6 белый ферзь · d5 белый король · e5 белый конь · a3 чёрный ферзь | a8 чёрная ладья · b8 чёрная ладья · g8 чёрный король · g7 чёрная пешка · h7 чёрная пешка · c6 белый ферзь · d5 белый король · e5 белый конь · a3 чёрный ферзь | a8 чёрная ладья · b8 чёрная ладья · g8 чёрный король · g7 чёрная пешка · h7 чёрная пешка · c6 белый ферзь · d5 белый король · e5 белый конь · a3 чёрный ферзь | a8 чёрная ладья · b8 чёрная ладья · g8 чёрный король · g7 чёрная пешка · h7 чёрная пешка · c6 белый ферзь · d5 белый король · e5 белый конь · a3 чёрный ферзь | a8 чёрная ладья · b8 чёрная ладья · g8 чёрный король · g7 чёрная пешка · h7 чёрная пешка · c6 белый ферзь · d5 белый король · e5 белый конь · a3 чёрный ферзь | 2 |
| 1 | a8 чёрная ладья · b8 чёрная ладья · g8 чёрный король · g7 чёрная пешка · h7 чёрная пешка · c6 белый ферзь · d5 белый король · e5 белый конь · a3 чёрный ферзь | a8 чёрная ладья · b8 чёрная ладья · g8 чёрный король · g7 чёрная пешка · h7 чёрная пешка · c6 белый ферзь · d5 белый король · e5 белый конь · a3 чёрный ферзь | a8 чёрная ладья · b8 чёрная ладья · g8 чёрный король · g7 чёрная пешка · h7 чёрная пешка · c6 белый ферзь · d5 белый король · e5 белый конь · a3 чёрный ферзь | a8 чёрная ладья · b8 чёрная ладья · g8 чёрный король · g7 чёрная пешка · h7 чёрная пешка · c6 белый ферзь · d5 белый король · e5 белый конь · a3 чёрный ферзь | a8 чёрная ладья · b8 чёрная ладья · g8 чёрный король · g7 чёрная пешка · h7 чёрная пешка · c6 белый ферзь · d5 белый король · e5 белый конь · a3 чёрный ферзь | a8 чёрная ладья · b8 чёрная ладья · g8 чёрный король · g7 чёрная пешка · h7 чёрная пешка · c6 белый ферзь · d5 белый король · e5 белый конь · a3 чёрный ферзь | a8 чёрная ладья · b8 чёрная ладья · g8 чёрный король · g7 чёрная пешка · h7 чёрная пешка · c6 белый ферзь · d5 белый король · e5 белый конь · a3 чёрный ферзь | a8 чёрная ладья · b8 чёрная ладья · g8 чёрный король · g7 чёрная пешка · h7 чёрная пешка · c6 белый ферзь · d5 белый король · e5 белый конь · a3 чёрный ферзь | 1 |
|   | a | b | c | d | e | f | g | h |   |

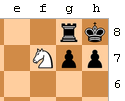
Фрагмент позиции при спёртом мате

Спёртый мат (мат Лусены) — мат конём, когда свои фигуры мешают королю уйти от угроз противника. Первые позиции такого рода комбинаций обнаружены в персидских мансубах IX века. Впервые механизм комбинации «спёртый мат» (см. диагр.1) был разобран в 1497 году испанцем Луисом Рамиресом Лусеной в «Повторение любви и искусство игры в шахматы».
1. Фе6+ Kph8 (опасаясь мата в один ход) 2. Kf7+ Kpg8 3. Kh6++ Kph8 4. Фg8+!! Л:g8 5. Kf7#
Эта же тема используется в задаче Филидора.
В художественной литературе идея «спертого мата» использовалась Леонидом Соловьёвым в «Повести о Ходже Насреддине», в одном из эпизодов которой главный герой (Ходжа Насреддин) ставит «спёртый мат» в игре в шахматы с одним из отрицательных героев (Агабек).
В кино идея спёртого мата использовалась в фильме-сказке «Садко» (1952 год), где главный герой объявляет индийскому махарадже спёртый мат.

## Спёртый мат в дебюте
Спёртый мат возможен не только в середине игры и в окончании, но и в дебюте. В 1993 году данный мат играли гроссмейстер А.Карпов и Г.Каспаров. В дуэли выиграл Карпов. Примером могут служить несколько коротких партий:
- любитель — Блэкберн

1. e4 e5 2. Кf3 Кc6 3. Сc4 Кd4?! 4. К:e5!? Фg5! 5. К:f7?? Ф:g2 6. Лf1 Ф:e4+ 7. Сe2 Кf3#
|   | a | b | c | d | e | f | g | h |   |
| - | --- | --- | --- | --- | --- | --- | --- | --- | - |
| 8 | a8 чёрная ладья · c8 чёрный слон · e8 чёрный король · f8 чёрный слон · g8 чёрный конь · h8 чёрная ладья · a7 чёрная пешка · b7 чёрная пешка · c7 чёрная пешка · d7 чёрная пешка · f7 белый конь · g7 чёрная пешка · h7 чёрная пешка · e4 чёрный ферзь · f3 чёрный конь · a2 белая пешка · b2 белая пешка · c2 белая пешка · d2 белая пешка · e2 белый слон · f2 белая пешка · h2 белая пешка · a1 белая ладья · b1 белый конь · c1 белый слон · d1 белый ферзь · e1 белый король · f1 белая ладья | a8 чёрная ладья · c8 чёрный слон · e8 чёрный король · f8 чёрный слон · g8 чёрный конь · h8 чёрная ладья · a7 чёрная пешка · b7 чёрная пешка · c7 чёрная пешка · d7 чёрная пешка · f7 белый конь · g7 чёрная пешка · h7 чёрная пешка · e4 чёрный ферзь · f3 чёрный конь · a2 белая пешка · b2 белая пешка · c2 белая пешка · d2 белая пешка · e2 белый слон · f2 белая пешка · h2 белая пешка · a1 белая ладья · b1 белый конь · c1 белый слон · d1 белый ферзь · e1 белый король · f1 белая ладья | a8 чёрная ладья · c8 чёрный слон · e8 чёрный король · f8 чёрный слон · g8 чёрный конь · h8 чёрная ладья · a7 чёрная пешка · b7 чёрная пешка · c7 чёрная пешка · d7 чёрная пешка · f7 белый конь · g7 чёрная пешка · h7 чёрная пешка · e4 чёрный ферзь · f3 чёрный конь · a2 белая пешка · b2 белая пешка · c2 белая пешка · d2 белая пешка · e2 белый слон · f2 белая пешка · h2 белая пешка · a1 белая ладья · b1 белый конь · c1 белый слон · d1 белый ферзь · e1 белый король · f1 белая ладья | a8 чёрная ладья · c8 чёрный слон · e8 чёрный король · f8 чёрный слон · g8 чёрный конь · h8 чёрная ладья · a7 чёрная пешка · b7 чёрная пешка · c7 чёрная пешка · d7 чёрная пешка · f7 белый конь · g7 чёрная пешка · h7 чёрная пешка · e4 чёрный ферзь · f3 чёрный конь · a2 белая пешка · b2 белая пешка · c2 белая пешка · d2 белая пешка · e2 белый слон · f2 белая пешка · h2 белая пешка · a1 белая ладья · b1 белый конь · c1 белый слон · d1 белый ферзь · e1 белый король · f1 белая ладья | a8 чёрная ладья · c8 чёрный слон · e8 чёрный король · f8 чёрный слон · g8 чёрный конь · h8 чёрная ладья · a7 чёрная пешка · b7 чёрная пешка · c7 чёрная пешка · d7 чёрная пешка · f7 белый конь · g7 чёрная пешка · h7 чёрная пешка · e4 чёрный ферзь · f3 чёрный конь · a2 белая пешка · b2 белая пешка · c2 белая пешка · d2 белая пешка · e2 белый слон · f2 белая пешка · h2 белая пешка · a1 белая ладья · b1 белый конь · c1 белый слон · d1 белый ферзь · e1 белый король · f1 белая ладья | a8 чёрная ладья · c8 чёрный слон · e8 чёрный король · f8 чёрный слон · g8 чёрный конь · h8 чёрная ладья · a7 чёрная пешка · b7 чёрная пешка · c7 чёрная пешка · d7 чёрная пешка · f7 белый конь · g7 чёрная пешка · h7 чёрная пешка · e4 чёрный ферзь · f3 чёрный конь · a2 белая пешка · b2 белая пешка · c2 белая пешка · d2 белая пешка · e2 белый слон · f2 белая пешка · h2 белая пешка · a1 белая ладья · b1 белый конь · c1 белый слон · d1 белый ферзь · e1 белый король · f1 белая ладья | a8 чёрная ладья · c8 чёрный слон · e8 чёрный король · f8 чёрный слон · g8 чёрный конь · h8 чёрная ладья · a7 чёрная пешка · b7 чёрная пешка · c7 чёрная пешка · d7 чёрная пешка · f7 белый конь · g7 чёрная пешка · h7 чёрная пешка · e4 чёрный ферзь · f3 чёрный конь · a2 белая пешка · b2 белая пешка · c2 белая пешка · d2 белая пешка · e2 белый слон · f2 белая пешка · h2 белая пешка · a1 белая ладья · b1 белый конь · c1 белый слон · d1 белый ферзь · e1 белый король · f1 белая ладья | a8 чёрная ладья · c8 чёрный слон · e8 чёрный король · f8 чёрный слон · g8 чёрный конь · h8 чёрная ладья · a7 чёрная пешка · b7 чёрная пешка · c7 чёрная пешка · d7 чёрная пешка · f7 белый конь · g7 чёрная пешка · h7 чёрная пешка · e4 чёрный ферзь · f3 чёрный конь · a2 белая пешка · b2 белая пешка · c2 белая пешка · d2 белая пешка · e2 белый слон · f2 белая пешка · h2 белая пешка · a1 белая ладья · b1 белый конь · c1 белый слон · d1 белый ферзь · e1 белый король · f1 белая ладья | 8 |
| 7 | a8 чёрная ладья · c8 чёрный слон · e8 чёрный король · f8 чёрный слон · g8 чёрный конь · h8 чёрная ладья · a7 чёрная пешка · b7 чёрная пешка · c7 чёрная пешка · d7 чёрная пешка · f7 белый конь · g7 чёрная пешка · h7 чёрная пешка · e4 чёрный ферзь · f3 чёрный конь · a2 белая пешка · b2 белая пешка · c2 белая пешка · d2 белая пешка · e2 белый слон · f2 белая пешка · h2 белая пешка · a1 белая ладья · b1 белый конь · c1 белый слон · d1 белый ферзь · e1 белый король · f1 белая ладья | a8 чёрная ладья · c8 чёрный слон · e8 чёрный король · f8 чёрный слон · g8 чёрный конь · h8 чёрная ладья · a7 чёрная пешка · b7 чёрная пешка · c7 чёрная пешка · d7 чёрная пешка · f7 белый конь · g7 чёрная пешка · h7 чёрная пешка · e4 чёрный ферзь · f3 чёрный конь · a2 белая пешка · b2 белая пешка · c2 белая пешка · d2 белая пешка · e2 белый слон · f2 белая пешка · h2 белая пешка · a1 белая ладья · b1 белый конь · c1 белый слон · d1 белый ферзь · e1 белый король · f1 белая ладья | a8 чёрная ладья · c8 чёрный слон · e8 чёрный король · f8 чёрный слон · g8 чёрный конь · h8 чёрная ладья · a7 чёрная пешка · b7 чёрная пешка · c7 чёрная пешка · d7 чёрная пешка · f7 белый конь · g7 чёрная пешка · h7 чёрная пешка · e4 чёрный ферзь · f3 чёрный конь · a2 белая пешка · b2 белая пешка · c2 белая пешка · d2 белая пешка · e2 белый слон · f2 белая пешка · h2 белая пешка · a1 белая ладья · b1 белый конь · c1 белый слон · d1 белый ферзь · e1 белый король · f1 белая ладья | a8 чёрная ладья · c8 чёрный слон · e8 чёрный король · f8 чёрный слон · g8 чёрный конь · h8 чёрная ладья · a7 чёрная пешка · b7 чёрная пешка · c7 чёрная пешка · d7 чёрная пешка · f7 белый конь · g7 чёрная пешка · h7 чёрная пешка · e4 чёрный ферзь · f3 чёрный конь · a2 белая пешка · b2 белая пешка · c2 белая пешка · d2 белая пешка · e2 белый слон · f2 белая пешка · h2 белая пешка · a1 белая ладья · b1 белый конь · c1 белый слон · d1 белый ферзь · e1 белый король · f1 белая ладья | a8 чёрная ладья · c8 чёрный слон · e8 чёрный король · f8 чёрный слон · g8 чёрный конь · h8 чёрная ладья · a7 чёрная пешка · b7 чёрная пешка · c7 чёрная пешка · d7 чёрная пешка · f7 белый конь · g7 чёрная пешка · h7 чёрная пешка · e4 чёрный ферзь · f3 чёрный конь · a2 белая пешка · b2 белая пешка · c2 белая пешка · d2 белая пешка · e2 белый слон · f2 белая пешка · h2 белая пешка · a1 белая ладья · b1 белый конь · c1 белый слон · d1 белый ферзь · e1 белый король · f1 белая ладья | a8 чёрная ладья · c8 чёрный слон · e8 чёрный король · f8 чёрный слон · g8 чёрный конь · h8 чёрная ладья · a7 чёрная пешка · b7 чёрная пешка · c7 чёрная пешка · d7 чёрная пешка · f7 белый конь · g7 чёрная пешка · h7 чёрная пешка · e4 чёрный ферзь · f3 чёрный конь · a2 белая пешка · b2 белая пешка · c2 белая пешка · d2 белая пешка · e2 белый слон · f2 белая пешка · h2 белая пешка · a1 белая ладья · b1 белый конь · c1 белый слон · d1 белый ферзь · e1 белый король · f1 белая ладья | a8 чёрная ладья · c8 чёрный слон · e8 чёрный король · f8 чёрный слон · g8 чёрный конь · h8 чёрная ладья · a7 чёрная пешка · b7 чёрная пешка · c7 чёрная пешка · d7 чёрная пешка · f7 белый конь · g7 чёрная пешка · h7 чёрная пешка · e4 чёрный ферзь · f3 чёрный конь · a2 белая пешка · b2 белая пешка · c2 белая пешка · d2 белая пешка · e2 белый слон · f2 белая пешка · h2 белая пешка · a1 белая ладья · b1 белый конь · c1 белый слон · d1 белый ферзь · e1 белый король · f1 белая ладья | a8 чёрная ладья · c8 чёрный слон · e8 чёрный король · f8 чёрный слон · g8 чёрный конь · h8 чёрная ладья · a7 чёрная пешка · b7 чёрная пешка · c7 чёрная пешка · d7 чёрная пешка · f7 белый конь · g7 чёрная пешка · h7 чёрная пешка · e4 чёрный ферзь · f3 чёрный конь · a2 белая пешка · b2 белая пешка · c2 белая пешка · d2 белая пешка · e2 белый слон · f2 белая пешка · h2 белая пешка · a1 белая ладья · b1 белый конь · c1 белый слон · d1 белый ферзь · e1 белый король · f1 белая ладья | 7 |
| 6 | a8 чёрная ладья · c8 чёрный слон · e8 чёрный король · f8 чёрный слон · g8 чёрный конь · h8 чёрная ладья · a7 чёрная пешка · b7 чёрная пешка · c7 чёрная пешка · d7 чёрная пешка · f7 белый конь · g7 чёрная пешка · h7 чёрная пешка · e4 чёрный ферзь · f3 чёрный конь · a2 белая пешка · b2 белая пешка · c2 белая пешка · d2 белая пешка · e2 белый слон · f2 белая пешка · h2 белая пешка · a1 белая ладья · b1 белый конь · c1 белый слон · d1 белый ферзь · e1 белый король · f1 белая ладья | a8 чёрная ладья · c8 чёрный слон · e8 чёрный король · f8 чёрный слон · g8 чёрный конь · h8 чёрная ладья · a7 чёрная пешка · b7 чёрная пешка · c7 чёрная пешка · d7 чёрная пешка · f7 белый конь · g7 чёрная пешка · h7 чёрная пешка · e4 чёрный ферзь · f3 чёрный конь · a2 белая пешка · b2 белая пешка · c2 белая пешка · d2 белая пешка · e2 белый слон · f2 белая пешка · h2 белая пешка · a1 белая ладья · b1 белый конь · c1 белый слон · d1 белый ферзь · e1 белый король · f1 белая ладья | a8 чёрная ладья · c8 чёрный слон · e8 чёрный король · f8 чёрный слон · g8 чёрный конь · h8 чёрная ладья · a7 чёрная пешка · b7 чёрная пешка · c7 чёрная пешка · d7 чёрная пешка · f7 белый конь · g7 чёрная пешка · h7 чёрная пешка · e4 чёрный ферзь · f3 чёрный конь · a2 белая пешка · b2 белая пешка · c2 белая пешка · d2 белая пешка · e2 белый слон · f2 белая пешка · h2 белая пешка · a1 белая ладья · b1 белый конь · c1 белый слон · d1 белый ферзь · e1 белый король · f1 белая ладья | a8 чёрная ладья · c8 чёрный слон · e8 чёрный король · f8 чёрный слон · g8 чёрный конь · h8 чёрная ладья · a7 чёрная пешка · b7 чёрная пешка · c7 чёрная пешка · d7 чёрная пешка · f7 белый конь · g7 чёрная пешка · h7 чёрная пешка · e4 чёрный ферзь · f3 чёрный конь · a2 белая пешка · b2 белая пешка · c2 белая пешка · d2 белая пешка · e2 белый слон · f2 белая пешка · h2 белая пешка · a1 белая ладья · b1 белый конь · c1 белый слон · d1 белый ферзь · e1 белый король · f1 белая ладья | a8 чёрная ладья · c8 чёрный слон · e8 чёрный король · f8 чёрный слон · g8 чёрный конь · h8 чёрная ладья · a7 чёрная пешка · b7 чёрная пешка · c7 чёрная пешка · d7 чёрная пешка · f7 белый конь · g7 чёрная пешка · h7 чёрная пешка · e4 чёрный ферзь · f3 чёрный конь · a2 белая пешка · b2 белая пешка · c2 белая пешка · d2 белая пешка · e2 белый слон · f2 белая пешка · h2 белая пешка · a1 белая ладья · b1 белый конь · c1 белый слон · d1 белый ферзь · e1 белый король · f1 белая ладья | a8 чёрная ладья · c8 чёрный слон · e8 чёрный король · f8 чёрный слон · g8 чёрный конь · h8 чёрная ладья · a7 чёрная пешка · b7 чёрная пешка · c7 чёрная пешка · d7 чёрная пешка · f7 белый конь · g7 чёрная пешка · h7 чёрная пешка · e4 чёрный ферзь · f3 чёрный конь · a2 белая пешка · b2 белая пешка · c2 белая пешка · d2 белая пешка · e2 белый слон · f2 белая пешка · h2 белая пешка · a1 белая ладья · b1 белый конь · c1 белый слон · d1 белый ферзь · e1 белый король · f1 белая ладья | a8 чёрная ладья · c8 чёрный слон · e8 чёрный король · f8 чёрный слон · g8 чёрный конь · h8 чёрная ладья · a7 чёрная пешка · b7 чёрная пешка · c7 чёрная пешка · d7 чёрная пешка · f7 белый конь · g7 чёрная пешка · h7 чёрная пешка · e4 чёрный ферзь · f3 чёрный конь · a2 белая пешка · b2 белая пешка · c2 белая пешка · d2 белая пешка · e2 белый слон · f2 белая пешка · h2 белая пешка · a1 белая ладья · b1 белый конь · c1 белый слон · d1 белый ферзь · e1 белый король · f1 белая ладья | a8 чёрная ладья · c8 чёрный слон · e8 чёрный король · f8 чёрный слон · g8 чёрный конь · h8 чёрная ладья · a7 чёрная пешка · b7 чёрная пешка · c7 чёрная пешка · d7 чёрная пешка · f7 белый конь · g7 чёрная пешка · h7 чёрная пешка · e4 чёрный ферзь · f3 чёрный конь · a2 белая пешка · b2 белая пешка · c2 белая пешка · d2 белая пешка · e2 белый слон · f2 белая пешка · h2 белая пешка · a1 белая ладья · b1 белый конь · c1 белый слон · d1 белый ферзь · e1 белый король · f1 белая ладья | 6 |
| 5 | a8 чёрная ладья · c8 чёрный слон · e8 чёрный король · f8 чёрный слон · g8 чёрный конь · h8 чёрная ладья · a7 чёрная пешка · b7 чёрная пешка · c7 чёрная пешка · d7 чёрная пешка · f7 белый конь · g7 чёрная пешка · h7 чёрная пешка · e4 чёрный ферзь · f3 чёрный конь · a2 белая пешка · b2 белая пешка · c2 белая пешка · d2 белая пешка · e2 белый слон · f2 белая пешка · h2 белая пешка · a1 белая ладья · b1 белый конь · c1 белый слон · d1 белый ферзь · e1 белый король · f1 белая ладья | a8 чёрная ладья · c8 чёрный слон · e8 чёрный король · f8 чёрный слон · g8 чёрный конь · h8 чёрная ладья · a7 чёрная пешка · b7 чёрная пешка · c7 чёрная пешка · d7 чёрная пешка · f7 белый конь · g7 чёрная пешка · h7 чёрная пешка · e4 чёрный ферзь · f3 чёрный конь · a2 белая пешка · b2 белая пешка · c2 белая пешка · d2 белая пешка · e2 белый слон · f2 белая пешка · h2 белая пешка · a1 белая ладья · b1 белый конь · c1 белый слон · d1 белый ферзь · e1 белый король · f1 белая ладья | a8 чёрная ладья · c8 чёрный слон · e8 чёрный король · f8 чёрный слон · g8 чёрный конь · h8 чёрная ладья · a7 чёрная пешка · b7 чёрная пешка · c7 чёрная пешка · d7 чёрная пешка · f7 белый конь · g7 чёрная пешка · h7 чёрная пешка · e4 чёрный ферзь · f3 чёрный конь · a2 белая пешка · b2 белая пешка · c2 белая пешка · d2 белая пешка · e2 белый слон · f2 белая пешка · h2 белая пешка · a1 белая ладья · b1 белый конь · c1 белый слон · d1 белый ферзь · e1 белый король · f1 белая ладья | a8 чёрная ладья · c8 чёрный слон · e8 чёрный король · f8 чёрный слон · g8 чёрный конь · h8 чёрная ладья · a7 чёрная пешка · b7 чёрная пешка · c7 чёрная пешка · d7 чёрная пешка · f7 белый конь · g7 чёрная пешка · h7 чёрная пешка · e4 чёрный ферзь · f3 чёрный конь · a2 белая пешка · b2 белая пешка · c2 белая пешка · d2 белая пешка · e2 белый слон · f2 белая пешка · h2 белая пешка · a1 белая ладья · b1 белый конь · c1 белый слон · d1 белый ферзь · e1 белый король · f1 белая ладья | a8 чёрная ладья · c8 чёрный слон · e8 чёрный король · f8 чёрный слон · g8 чёрный конь · h8 чёрная ладья · a7 чёрная пешка · b7 чёрная пешка · c7 чёрная пешка · d7 чёрная пешка · f7 белый конь · g7 чёрная пешка · h7 чёрная пешка · e4 чёрный ферзь · f3 чёрный конь · a2 белая пешка · b2 белая пешка · c2 белая пешка · d2 белая пешка · e2 белый слон · f2 белая пешка · h2 белая пешка · a1 белая ладья · b1 белый конь · c1 белый слон · d1 белый ферзь · e1 белый король · f1 белая ладья | a8 чёрная ладья · c8 чёрный слон · e8 чёрный король · f8 чёрный слон · g8 чёрный конь · h8 чёрная ладья · a7 чёрная пешка · b7 чёрная пешка · c7 чёрная пешка · d7 чёрная пешка · f7 белый конь · g7 чёрная пешка · h7 чёрная пешка · e4 чёрный ферзь · f3 чёрный конь · a2 белая пешка · b2 белая пешка · c2 белая пешка · d2 белая пешка · e2 белый слон · f2 белая пешка · h2 белая пешка · a1 белая ладья · b1 белый конь · c1 белый слон · d1 белый ферзь · e1 белый король · f1 белая ладья | a8 чёрная ладья · c8 чёрный слон · e8 чёрный король · f8 чёрный слон · g8 чёрный конь · h8 чёрная ладья · a7 чёрная пешка · b7 чёрная пешка · c7 чёрная пешка · d7 чёрная пешка · f7 белый конь · g7 чёрная пешка · h7 чёрная пешка · e4 чёрный ферзь · f3 чёрный конь · a2 белая пешка · b2 белая пешка · c2 белая пешка · d2 белая пешка · e2 белый слон · f2 белая пешка · h2 белая пешка · a1 белая ладья · b1 белый конь · c1 белый слон · d1 белый ферзь · e1 белый король · f1 белая ладья | a8 чёрная ладья · c8 чёрный слон · e8 чёрный король · f8 чёрный слон · g8 чёрный конь · h8 чёрная ладья · a7 чёрная пешка · b7 чёрная пешка · c7 чёрная пешка · d7 чёрная пешка · f7 белый конь · g7 чёрная пешка · h7 чёрная пешка · e4 чёрный ферзь · f3 чёрный конь · a2 белая пешка · b2 белая пешка · c2 белая пешка · d2 белая пешка · e2 белый слон · f2 белая пешка · h2 белая пешка · a1 белая ладья · b1 белый конь · c1 белый слон · d1 белый ферзь · e1 белый король · f1 белая ладья | 5 |
| 4 | a8 чёрная ладья · c8 чёрный слон · e8 чёрный король · f8 чёрный слон · g8 чёрный конь · h8 чёрная ладья · a7 чёрная пешка · b7 чёрная пешка · c7 чёрная пешка · d7 чёрная пешка · f7 белый конь · g7 чёрная пешка · h7 чёрная пешка · e4 чёрный ферзь · f3 чёрный конь · a2 белая пешка · b2 белая пешка · c2 белая пешка · d2 белая пешка · e2 белый слон · f2 белая пешка · h2 белая пешка · a1 белая ладья · b1 белый конь · c1 белый слон · d1 белый ферзь · e1 белый король · f1 белая ладья | a8 чёрная ладья · c8 чёрный слон · e8 чёрный король · f8 чёрный слон · g8 чёрный конь · h8 чёрная ладья · a7 чёрная пешка · b7 чёрная пешка · c7 чёрная пешка · d7 чёрная пешка · f7 белый конь · g7 чёрная пешка · h7 чёрная пешка · e4 чёрный ферзь · f3 чёрный конь · a2 белая пешка · b2 белая пешка · c2 белая пешка · d2 белая пешка · e2 белый слон · f2 белая пешка · h2 белая пешка · a1 белая ладья · b1 белый конь · c1 белый слон · d1 белый ферзь · e1 белый король · f1 белая ладья | a8 чёрная ладья · c8 чёрный слон · e8 чёрный король · f8 чёрный слон · g8 чёрный конь · h8 чёрная ладья · a7 чёрная пешка · b7 чёрная пешка · c7 чёрная пешка · d7 чёрная пешка · f7 белый конь · g7 чёрная пешка · h7 чёрная пешка · e4 чёрный ферзь · f3 чёрный конь · a2 белая пешка · b2 белая пешка · c2 белая пешка · d2 белая пешка · e2 белый слон · f2 белая пешка · h2 белая пешка · a1 белая ладья · b1 белый конь · c1 белый слон · d1 белый ферзь · e1 белый король · f1 белая ладья | a8 чёрная ладья · c8 чёрный слон · e8 чёрный король · f8 чёрный слон · g8 чёрный конь · h8 чёрная ладья · a7 чёрная пешка · b7 чёрная пешка · c7 чёрная пешка · d7 чёрная пешка · f7 белый конь · g7 чёрная пешка · h7 чёрная пешка · e4 чёрный ферзь · f3 чёрный конь · a2 белая пешка · b2 белая пешка · c2 белая пешка · d2 белая пешка · e2 белый слон · f2 белая пешка · h2 белая пешка · a1 белая ладья · b1 белый конь · c1 белый слон · d1 белый ферзь · e1 белый король · f1 белая ладья | a8 чёрная ладья · c8 чёрный слон · e8 чёрный король · f8 чёрный слон · g8 чёрный конь · h8 чёрная ладья · a7 чёрная пешка · b7 чёрная пешка · c7 чёрная пешка · d7 чёрная пешка · f7 белый конь · g7 чёрная пешка · h7 чёрная пешка · e4 чёрный ферзь · f3 чёрный конь · a2 белая пешка · b2 белая пешка · c2 белая пешка · d2 белая пешка · e2 белый слон · f2 белая пешка · h2 белая пешка · a1 белая ладья · b1 белый конь · c1 белый слон · d1 белый ферзь · e1 белый король · f1 белая ладья | a8 чёрная ладья · c8 чёрный слон · e8 чёрный король · f8 чёрный слон · g8 чёрный конь · h8 чёрная ладья · a7 чёрная пешка · b7 чёрная пешка · c7 чёрная пешка · d7 чёрная пешка · f7 белый конь · g7 чёрная пешка · h7 чёрная пешка · e4 чёрный ферзь · f3 чёрный конь · a2 белая пешка · b2 белая пешка · c2 белая пешка · d2 белая пешка · e2 белый слон · f2 белая пешка · h2 белая пешка · a1 белая ладья · b1 белый конь · c1 белый слон · d1 белый ферзь · e1 белый король · f1 белая ладья | a8 чёрная ладья · c8 чёрный слон · e8 чёрный король · f8 чёрный слон · g8 чёрный конь · h8 чёрная ладья · a7 чёрная пешка · b7 чёрная пешка · c7 чёрная пешка · d7 чёрная пешка · f7 белый конь · g7 чёрная пешка · h7 чёрная пешка · e4 чёрный ферзь · f3 чёрный конь · a2 белая пешка · b2 белая пешка · c2 белая пешка · d2 белая пешка · e2 белый слон · f2 белая пешка · h2 белая пешка · a1 белая ладья · b1 белый конь · c1 белый слон · d1 белый ферзь · e1 белый король · f1 белая ладья | a8 чёрная ладья · c8 чёрный слон · e8 чёрный король · f8 чёрный слон · g8 чёрный конь · h8 чёрная ладья · a7 чёрная пешка · b7 чёрная пешка · c7 чёрная пешка · d7 чёрная пешка · f7 белый конь · g7 чёрная пешка · h7 чёрная пешка · e4 чёрный ферзь · f3 чёрный конь · a2 белая пешка · b2 белая пешка · c2 белая пешка · d2 белая пешка · e2 белый слон · f2 белая пешка · h2 белая пешка · a1 белая ладья · b1 белый конь · c1 белый слон · d1 белый ферзь · e1 белый король · f1 белая ладья | 4 |
| 3 | a8 чёрная ладья · c8 чёрный слон · e8 чёрный король · f8 чёрный слон · g8 чёрный конь · h8 чёрная ладья · a7 чёрная пешка · b7 чёрная пешка · c7 чёрная пешка · d7 чёрная пешка · f7 белый конь · g7 чёрная пешка · h7 чёрная пешка · e4 чёрный ферзь · f3 чёрный конь · a2 белая пешка · b2 белая пешка · c2 белая пешка · d2 белая пешка · e2 белый слон · f2 белая пешка · h2 белая пешка · a1 белая ладья · b1 белый конь · c1 белый слон · d1 белый ферзь · e1 белый король · f1 белая ладья | a8 чёрная ладья · c8 чёрный слон · e8 чёрный король · f8 чёрный слон · g8 чёрный конь · h8 чёрная ладья · a7 чёрная пешка · b7 чёрная пешка · c7 чёрная пешка · d7 чёрная пешка · f7 белый конь · g7 чёрная пешка · h7 чёрная пешка · e4 чёрный ферзь · f3 чёрный конь · a2 белая пешка · b2 белая пешка · c2 белая пешка · d2 белая пешка · e2 белый слон · f2 белая пешка · h2 белая пешка · a1 белая ладья · b1 белый конь · c1 белый слон · d1 белый ферзь · e1 белый король · f1 белая ладья | a8 чёрная ладья · c8 чёрный слон · e8 чёрный король · f8 чёрный слон · g8 чёрный конь · h8 чёрная ладья · a7 чёрная пешка · b7 чёрная пешка · c7 чёрная пешка · d7 чёрная пешка · f7 белый конь · g7 чёрная пешка · h7 чёрная пешка · e4 чёрный ферзь · f3 чёрный конь · a2 белая пешка · b2 белая пешка · c2 белая пешка · d2 белая пешка · e2 белый слон · f2 белая пешка · h2 белая пешка · a1 белая ладья · b1 белый конь · c1 белый слон · d1 белый ферзь · e1 белый король · f1 белая ладья | a8 чёрная ладья · c8 чёрный слон · e8 чёрный король · f8 чёрный слон · g8 чёрный конь · h8 чёрная ладья · a7 чёрная пешка · b7 чёрная пешка · c7 чёрная пешка · d7 чёрная пешка · f7 белый конь · g7 чёрная пешка · h7 чёрная пешка · e4 чёрный ферзь · f3 чёрный конь · a2 белая пешка · b2 белая пешка · c2 белая пешка · d2 белая пешка · e2 белый слон · f2 белая пешка · h2 белая пешка · a1 белая ладья · b1 белый конь · c1 белый слон · d1 белый ферзь · e1 белый король · f1 белая ладья | a8 чёрная ладья · c8 чёрный слон · e8 чёрный король · f8 чёрный слон · g8 чёрный конь · h8 чёрная ладья · a7 чёрная пешка · b7 чёрная пешка · c7 чёрная пешка · d7 чёрная пешка · f7 белый конь · g7 чёрная пешка · h7 чёрная пешка · e4 чёрный ферзь · f3 чёрный конь · a2 белая пешка · b2 белая пешка · c2 белая пешка · d2 белая пешка · e2 белый слон · f2 белая пешка · h2 белая пешка · a1 белая ладья · b1 белый конь · c1 белый слон · d1 белый ферзь · e1 белый король · f1 белая ладья | a8 чёрная ладья · c8 чёрный слон · e8 чёрный король · f8 чёрный слон · g8 чёрный конь · h8 чёрная ладья · a7 чёрная пешка · b7 чёрная пешка · c7 чёрная пешка · d7 чёрная пешка · f7 белый конь · g7 чёрная пешка · h7 чёрная пешка · e4 чёрный ферзь · f3 чёрный конь · a2 белая пешка · b2 белая пешка · c2 белая пешка · d2 белая пешка · e2 белый слон · f2 белая пешка · h2 белая пешка · a1 белая ладья · b1 белый конь · c1 белый слон · d1 белый ферзь · e1 белый король · f1 белая ладья | a8 чёрная ладья · c8 чёрный слон · e8 чёрный король · f8 чёрный слон · g8 чёрный конь · h8 чёрная ладья · a7 чёрная пешка · b7 чёрная пешка · c7 чёрная пешка · d7 чёрная пешка · f7 белый конь · g7 чёрная пешка · h7 чёрная пешка · e4 чёрный ферзь · f3 чёрный конь · a2 белая пешка · b2 белая пешка · c2 белая пешка · d2 белая пешка · e2 белый слон · f2 белая пешка · h2 белая пешка · a1 белая ладья · b1 белый конь · c1 белый слон · d1 белый ферзь · e1 белый король · f1 белая ладья | a8 чёрная ладья · c8 чёрный слон · e8 чёрный король · f8 чёрный слон · g8 чёрный конь · h8 чёрная ладья · a7 чёрная пешка · b7 чёрная пешка · c7 чёрная пешка · d7 чёрная пешка · f7 белый конь · g7 чёрная пешка · h7 чёрная пешка · e4 чёрный ферзь · f3 чёрный конь · a2 белая пешка · b2 белая пешка · c2 белая пешка · d2 белая пешка · e2 белый слон · f2 белая пешка · h2 белая пешка · a1 белая ладья · b1 белый конь · c1 белый слон · d1 белый ферзь · e1 белый король · f1 белая ладья | 3 |
| 2 | a8 чёрная ладья · c8 чёрный слон · e8 чёрный король · f8 чёрный слон · g8 чёрный конь · h8 чёрная ладья · a7 чёрная пешка · b7 чёрная пешка · c7 чёрная пешка · d7 чёрная пешка · f7 белый конь · g7 чёрная пешка · h7 чёрная пешка · e4 чёрный ферзь · f3 чёрный конь · a2 белая пешка · b2 белая пешка · c2 белая пешка · d2 белая пешка · e2 белый слон · f2 белая пешка · h2 белая пешка · a1 белая ладья · b1 белый конь · c1 белый слон · d1 белый ферзь · e1 белый король · f1 белая ладья | a8 чёрная ладья · c8 чёрный слон · e8 чёрный король · f8 чёрный слон · g8 чёрный конь · h8 чёрная ладья · a7 чёрная пешка · b7 чёрная пешка · c7 чёрная пешка · d7 чёрная пешка · f7 белый конь · g7 чёрная пешка · h7 чёрная пешка · e4 чёрный ферзь · f3 чёрный конь · a2 белая пешка · b2 белая пешка · c2 белая пешка · d2 белая пешка · e2 белый слон · f2 белая пешка · h2 белая пешка · a1 белая ладья · b1 белый конь · c1 белый слон · d1 белый ферзь · e1 белый король · f1 белая ладья | a8 чёрная ладья · c8 чёрный слон · e8 чёрный король · f8 чёрный слон · g8 чёрный конь · h8 чёрная ладья · a7 чёрная пешка · b7 чёрная пешка · c7 чёрная пешка · d7 чёрная пешка · f7 белый конь · g7 чёрная пешка · h7 чёрная пешка · e4 чёрный ферзь · f3 чёрный конь · a2 белая пешка · b2 белая пешка · c2 белая пешка · d2 белая пешка · e2 белый слон · f2 белая пешка · h2 белая пешка · a1 белая ладья · b1 белый конь · c1 белый слон · d1 белый ферзь · e1 белый король · f1 белая ладья | a8 чёрная ладья · c8 чёрный слон · e8 чёрный король · f8 чёрный слон · g8 чёрный конь · h8 чёрная ладья · a7 чёрная пешка · b7 чёрная пешка · c7 чёрная пешка · d7 чёрная пешка · f7 белый конь · g7 чёрная пешка · h7 чёрная пешка · e4 чёрный ферзь · f3 чёрный конь · a2 белая пешка · b2 белая пешка · c2 белая пешка · d2 белая пешка · e2 белый слон · f2 белая пешка · h2 белая пешка · a1 белая ладья · b1 белый конь · c1 белый слон · d1 белый ферзь · e1 белый король · f1 белая ладья | a8 чёрная ладья · c8 чёрный слон · e8 чёрный король · f8 чёрный слон · g8 чёрный конь · h8 чёрная ладья · a7 чёрная пешка · b7 чёрная пешка · c7 чёрная пешка · d7 чёрная пешка · f7 белый конь · g7 чёрная пешка · h7 чёрная пешка · e4 чёрный ферзь · f3 чёрный конь · a2 белая пешка · b2 белая пешка · c2 белая пешка · d2 белая пешка · e2 белый слон · f2 белая пешка · h2 белая пешка · a1 белая ладья · b1 белый конь · c1 белый слон · d1 белый ферзь · e1 белый король · f1 белая ладья | a8 чёрная ладья · c8 чёрный слон · e8 чёрный король · f8 чёрный слон · g8 чёрный конь · h8 чёрная ладья · a7 чёрная пешка · b7 чёрная пешка · c7 чёрная пешка · d7 чёрная пешка · f7 белый конь · g7 чёрная пешка · h7 чёрная пешка · e4 чёрный ферзь · f3 чёрный конь · a2 белая пешка · b2 белая пешка · c2 белая пешка · d2 белая пешка · e2 белый слон · f2 белая пешка · h2 белая пешка · a1 белая ладья · b1 белый конь · c1 белый слон · d1 белый ферзь · e1 белый король · f1 белая ладья | a8 чёрная ладья · c8 чёрный слон · e8 чёрный король · f8 чёрный слон · g8 чёрный конь · h8 чёрная ладья · a7 чёрная пешка · b7 чёрная пешка · c7 чёрная пешка · d7 чёрная пешка · f7 белый конь · g7 чёрная пешка · h7 чёрная пешка · e4 чёрный ферзь · f3 чёрный конь · a2 белая пешка · b2 белая пешка · c2 белая пешка · d2 белая пешка · e2 белый слон · f2 белая пешка · h2 белая пешка · a1 белая ладья · b1 белый конь · c1 белый слон · d1 белый ферзь · e1 белый король · f1 белая ладья | a8 чёрная ладья · c8 чёрный слон · e8 чёрный король · f8 чёрный слон · g8 чёрный конь · h8 чёрная ладья · a7 чёрная пешка · b7 чёрная пешка · c7 чёрная пешка · d7 чёрная пешка · f7 белый конь · g7 чёрная пешка · h7 чёрная пешка · e4 чёрный ферзь · f3 чёрный конь · a2 белая пешка · b2 белая пешка · c2 белая пешка · d2 белая пешка · e2 белый слон · f2 белая пешка · h2 белая пешка · a1 белая ладья · b1 белый конь · c1 белый слон · d1 белый ферзь · e1 белый король · f1 белая ладья | 2 |
| 1 | a8 чёрная ладья · c8 чёрный слон · e8 чёрный король · f8 чёрный слон · g8 чёрный конь · h8 чёрная ладья · a7 чёрная пешка · b7 чёрная пешка · c7 чёрная пешка · d7 чёрная пешка · f7 белый конь · g7 чёрная пешка · h7 чёрная пешка · e4 чёрный ферзь · f3 чёрный конь · a2 белая пешка · b2 белая пешка · c2 белая пешка · d2 белая пешка · e2 белый слон · f2 белая пешка · h2 белая пешка · a1 белая ладья · b1 белый конь · c1 белый слон · d1 белый ферзь · e1 белый король · f1 белая ладья | a8 чёрная ладья · c8 чёрный слон · e8 чёрный король · f8 чёрный слон · g8 чёрный конь · h8 чёрная ладья · a7 чёрная пешка · b7 чёрная пешка · c7 чёрная пешка · d7 чёрная пешка · f7 белый конь · g7 чёрная пешка · h7 чёрная пешка · e4 чёрный ферзь · f3 чёрный конь · a2 белая пешка · b2 белая пешка · c2 белая пешка · d2 белая пешка · e2 белый слон · f2 белая пешка · h2 белая пешка · a1 белая ладья · b1 белый конь · c1 белый слон · d1 белый ферзь · e1 белый король · f1 белая ладья | a8 чёрная ладья · c8 чёрный слон · e8 чёрный король · f8 чёрный слон · g8 чёрный конь · h8 чёрная ладья · a7 чёрная пешка · b7 чёрная пешка · c7 чёрная пешка · d7 чёрная пешка · f7 белый конь · g7 чёрная пешка · h7 чёрная пешка · e4 чёрный ферзь · f3 чёрный конь · a2 белая пешка · b2 белая пешка · c2 белая пешка · d2 белая пешка · e2 белый слон · f2 белая пешка · h2 белая пешка · a1 белая ладья · b1 белый конь · c1 белый слон · d1 белый ферзь · e1 белый король · f1 белая ладья | a8 чёрная ладья · c8 чёрный слон · e8 чёрный король · f8 чёрный слон · g8 чёрный конь · h8 чёрная ладья · a7 чёрная пешка · b7 чёрная пешка · c7 чёрная пешка · d7 чёрная пешка · f7 белый конь · g7 чёрная пешка · h7 чёрная пешка · e4 чёрный ферзь · f3 чёрный конь · a2 белая пешка · b2 белая пешка · c2 белая пешка · d2 белая пешка · e2 белый слон · f2 белая пешка · h2 белая пешка · a1 белая ладья · b1 белый конь · c1 белый слон · d1 белый ферзь · e1 белый король · f1 белая ладья | a8 чёрная ладья · c8 чёрный слон · e8 чёрный король · f8 чёрный слон · g8 чёрный конь · h8 чёрная ладья · a7 чёрная пешка · b7 чёрная пешка · c7 чёрная пешка · d7 чёрная пешка · f7 белый конь · g7 чёрная пешка · h7 чёрная пешка · e4 чёрный ферзь · f3 чёрный конь · a2 белая пешка · b2 белая пешка · c2 белая пешка · d2 белая пешка · e2 белый слон · f2 белая пешка · h2 белая пешка · a1 белая ладья · b1 белый конь · c1 белый слон · d1 белый ферзь · e1 белый король · f1 белая ладья | a8 чёрная ладья · c8 чёрный слон · e8 чёрный король · f8 чёрный слон · g8 чёрный конь · h8 чёрная ладья · a7 чёрная пешка · b7 чёрная пешка · c7 чёрная пешка · d7 чёрная пешка · f7 белый конь · g7 чёрная пешка · h7 чёрная пешка · e4 чёрный ферзь · f3 чёрный конь · a2 белая пешка · b2 белая пешка · c2 белая пешка · d2 белая пешка · e2 белый слон · f2 белая пешка · h2 белая пешка · a1 белая ладья · b1 белый конь · c1 белый слон · d1 белый ферзь · e1 белый король · f1 белая ладья | a8 чёрная ладья · c8 чёрный слон · e8 чёрный король · f8 чёрный слон · g8 чёрный конь · h8 чёрная ладья · a7 чёрная пешка · b7 чёрная пешка · c7 чёрная пешка · d7 чёрная пешка · f7 белый конь · g7 чёрная пешка · h7 чёрная пешка · e4 чёрный ферзь · f3 чёрный конь · a2 белая пешка · b2 белая пешка · c2 белая пешка · d2 белая пешка · e2 белый слон · f2 белая пешка · h2 белая пешка · a1 белая ладья · b1 белый конь · c1 белый слон · d1 белый ферзь · e1 белый король · f1 белая ладья | a8 чёрная ладья · c8 чёрный слон · e8 чёрный король · f8 чёрный слон · g8 чёрный конь · h8 чёрная ладья · a7 чёрная пешка · b7 чёрная пешка · c7 чёрная пешка · d7 чёрная пешка · f7 белый конь · g7 чёрная пешка · h7 чёрная пешка · e4 чёрный ферзь · f3 чёрный конь · a2 белая пешка · b2 белая пешка · c2 белая пешка · d2 белая пешка · e2 белый слон · f2 белая пешка · h2 белая пешка · a1 белая ладья · b1 белый конь · c1 белый слон · d1 белый ферзь · e1 белый король · f1 белая ладья | 1 |
|   | a | b | c | d | e | f | g | h |   |

- П. Керес — Арламовский (Поляница-Здруй, 1950)

1. e4 c6 2. d4 d5 3. Кc3 de 4. К:e4 Кd7 5. Фe2 Кgf6?? 6. Кd6#
|   | a | b | c | d | e | f | g | h |   |
| - | --- | --- | --- | --- | --- | --- | --- | --- | - |
| 8 | a8 чёрная ладья · c8 чёрный слон · d8 чёрный ферзь · e8 чёрный король · f8 чёрный слон · h8 чёрная ладья · a7 чёрная пешка · b7 чёрная пешка · d7 чёрный конь · e7 чёрная пешка · f7 чёрная пешка · g7 чёрная пешка · h7 чёрная пешка · c6 чёрная пешка · d6 белый конь · f6 чёрный конь · d4 белая пешка · a2 белая пешка · b2 белая пешка · c2 белая пешка · e2 белый ферзь · f2 белая пешка · g2 белая пешка · h2 белая пешка · a1 белая ладья · c1 белый слон · e1 белый король · f1 белый слон · g1 белый конь · h1 белая ладья | a8 чёрная ладья · c8 чёрный слон · d8 чёрный ферзь · e8 чёрный король · f8 чёрный слон · h8 чёрная ладья · a7 чёрная пешка · b7 чёрная пешка · d7 чёрный конь · e7 чёрная пешка · f7 чёрная пешка · g7 чёрная пешка · h7 чёрная пешка · c6 чёрная пешка · d6 белый конь · f6 чёрный конь · d4 белая пешка · a2 белая пешка · b2 белая пешка · c2 белая пешка · e2 белый ферзь · f2 белая пешка · g2 белая пешка · h2 белая пешка · a1 белая ладья · c1 белый слон · e1 белый король · f1 белый слон · g1 белый конь · h1 белая ладья | a8 чёрная ладья · c8 чёрный слон · d8 чёрный ферзь · e8 чёрный король · f8 чёрный слон · h8 чёрная ладья · a7 чёрная пешка · b7 чёрная пешка · d7 чёрный конь · e7 чёрная пешка · f7 чёрная пешка · g7 чёрная пешка · h7 чёрная пешка · c6 чёрная пешка · d6 белый конь · f6 чёрный конь · d4 белая пешка · a2 белая пешка · b2 белая пешка · c2 белая пешка · e2 белый ферзь · f2 белая пешка · g2 белая пешка · h2 белая пешка · a1 белая ладья · c1 белый слон · e1 белый король · f1 белый слон · g1 белый конь · h1 белая ладья | a8 чёрная ладья · c8 чёрный слон · d8 чёрный ферзь · e8 чёрный король · f8 чёрный слон · h8 чёрная ладья · a7 чёрная пешка · b7 чёрная пешка · d7 чёрный конь · e7 чёрная пешка · f7 чёрная пешка · g7 чёрная пешка · h7 чёрная пешка · c6 чёрная пешка · d6 белый конь · f6 чёрный конь · d4 белая пешка · a2 белая пешка · b2 белая пешка · c2 белая пешка · e2 белый ферзь · f2 белая пешка · g2 белая пешка · h2 белая пешка · a1 белая ладья · c1 белый слон · e1 белый король · f1 белый слон · g1 белый конь · h1 белая ладья | a8 чёрная ладья · c8 чёрный слон · d8 чёрный ферзь · e8 чёрный король · f8 чёрный слон · h8 чёрная ладья · a7 чёрная пешка · b7 чёрная пешка · d7 чёрный конь · e7 чёрная пешка · f7 чёрная пешка · g7 чёрная пешка · h7 чёрная пешка · c6 чёрная пешка · d6 белый конь · f6 чёрный конь · d4 белая пешка · a2 белая пешка · b2 белая пешка · c2 белая пешка · e2 белый ферзь · f2 белая пешка · g2 белая пешка · h2 белая пешка · a1 белая ладья · c1 белый слон · e1 белый король · f1 белый слон · g1 белый конь · h1 белая ладья | a8 чёрная ладья · c8 чёрный слон · d8 чёрный ферзь · e8 чёрный король · f8 чёрный слон · h8 чёрная ладья · a7 чёрная пешка · b7 чёрная пешка · d7 чёрный конь · e7 чёрная пешка · f7 чёрная пешка · g7 чёрная пешка · h7 чёрная пешка · c6 чёрная пешка · d6 белый конь · f6 чёрный конь · d4 белая пешка · a2 белая пешка · b2 белая пешка · c2 белая пешка · e2 белый ферзь · f2 белая пешка · g2 белая пешка · h2 белая пешка · a1 белая ладья · c1 белый слон · e1 белый король · f1 белый слон · g1 белый конь · h1 белая ладья | a8 чёрная ладья · c8 чёрный слон · d8 чёрный ферзь · e8 чёрный король · f8 чёрный слон · h8 чёрная ладья · a7 чёрная пешка · b7 чёрная пешка · d7 чёрный конь · e7 чёрная пешка · f7 чёрная пешка · g7 чёрная пешка · h7 чёрная пешка · c6 чёрная пешка · d6 белый конь · f6 чёрный конь · d4 белая пешка · a2 белая пешка · b2 белая пешка · c2 белая пешка · e2 белый ферзь · f2 белая пешка · g2 белая пешка · h2 белая пешка · a1 белая ладья · c1 белый слон · e1 белый король · f1 белый слон · g1 белый конь · h1 белая ладья | a8 чёрная ладья · c8 чёрный слон · d8 чёрный ферзь · e8 чёрный король · f8 чёрный слон · h8 чёрная ладья · a7 чёрная пешка · b7 чёрная пешка · d7 чёрный конь · e7 чёрная пешка · f7 чёрная пешка · g7 чёрная пешка · h7 чёрная пешка · c6 чёрная пешка · d6 белый конь · f6 чёрный конь · d4 белая пешка · a2 белая пешка · b2 белая пешка · c2 белая пешка · e2 белый ферзь · f2 белая пешка · g2 белая пешка · h2 белая пешка · a1 белая ладья · c1 белый слон · e1 белый король · f1 белый слон · g1 белый конь · h1 белая ладья | 8 |
| 7 | a8 чёрная ладья · c8 чёрный слон · d8 чёрный ферзь · e8 чёрный король · f8 чёрный слон · h8 чёрная ладья · a7 чёрная пешка · b7 чёрная пешка · d7 чёрный конь · e7 чёрная пешка · f7 чёрная пешка · g7 чёрная пешка · h7 чёрная пешка · c6 чёрная пешка · d6 белый конь · f6 чёрный конь · d4 белая пешка · a2 белая пешка · b2 белая пешка · c2 белая пешка · e2 белый ферзь · f2 белая пешка · g2 белая пешка · h2 белая пешка · a1 белая ладья · c1 белый слон · e1 белый король · f1 белый слон · g1 белый конь · h1 белая ладья | a8 чёрная ладья · c8 чёрный слон · d8 чёрный ферзь · e8 чёрный король · f8 чёрный слон · h8 чёрная ладья · a7 чёрная пешка · b7 чёрная пешка · d7 чёрный конь · e7 чёрная пешка · f7 чёрная пешка · g7 чёрная пешка · h7 чёрная пешка · c6 чёрная пешка · d6 белый конь · f6 чёрный конь · d4 белая пешка · a2 белая пешка · b2 белая пешка · c2 белая пешка · e2 белый ферзь · f2 белая пешка · g2 белая пешка · h2 белая пешка · a1 белая ладья · c1 белый слон · e1 белый король · f1 белый слон · g1 белый конь · h1 белая ладья | a8 чёрная ладья · c8 чёрный слон · d8 чёрный ферзь · e8 чёрный король · f8 чёрный слон · h8 чёрная ладья · a7 чёрная пешка · b7 чёрная пешка · d7 чёрный конь · e7 чёрная пешка · f7 чёрная пешка · g7 чёрная пешка · h7 чёрная пешка · c6 чёрная пешка · d6 белый конь · f6 чёрный конь · d4 белая пешка · a2 белая пешка · b2 белая пешка · c2 белая пешка · e2 белый ферзь · f2 белая пешка · g2 белая пешка · h2 белая пешка · a1 белая ладья · c1 белый слон · e1 белый король · f1 белый слон · g1 белый конь · h1 белая ладья | a8 чёрная ладья · c8 чёрный слон · d8 чёрный ферзь · e8 чёрный король · f8 чёрный слон · h8 чёрная ладья · a7 чёрная пешка · b7 чёрная пешка · d7 чёрный конь · e7 чёрная пешка · f7 чёрная пешка · g7 чёрная пешка · h7 чёрная пешка · c6 чёрная пешка · d6 белый конь · f6 чёрный конь · d4 белая пешка · a2 белая пешка · b2 белая пешка · c2 белая пешка · e2 белый ферзь · f2 белая пешка · g2 белая пешка · h2 белая пешка · a1 белая ладья · c1 белый слон · e1 белый король · f1 белый слон · g1 белый конь · h1 белая ладья | a8 чёрная ладья · c8 чёрный слон · d8 чёрный ферзь · e8 чёрный король · f8 чёрный слон · h8 чёрная ладья · a7 чёрная пешка · b7 чёрная пешка · d7 чёрный конь · e7 чёрная пешка · f7 чёрная пешка · g7 чёрная пешка · h7 чёрная пешка · c6 чёрная пешка · d6 белый конь · f6 чёрный конь · d4 белая пешка · a2 белая пешка · b2 белая пешка · c2 белая пешка · e2 белый ферзь · f2 белая пешка · g2 белая пешка · h2 белая пешка · a1 белая ладья · c1 белый слон · e1 белый король · f1 белый слон · g1 белый конь · h1 белая ладья | a8 чёрная ладья · c8 чёрный слон · d8 чёрный ферзь · e8 чёрный король · f8 чёрный слон · h8 чёрная ладья · a7 чёрная пешка · b7 чёрная пешка · d7 чёрный конь · e7 чёрная пешка · f7 чёрная пешка · g7 чёрная пешка · h7 чёрная пешка · c6 чёрная пешка · d6 белый конь · f6 чёрный конь · d4 белая пешка · a2 белая пешка · b2 белая пешка · c2 белая пешка · e2 белый ферзь · f2 белая пешка · g2 белая пешка · h2 белая пешка · a1 белая ладья · c1 белый слон · e1 белый король · f1 белый слон · g1 белый конь · h1 белая ладья | a8 чёрная ладья · c8 чёрный слон · d8 чёрный ферзь · e8 чёрный король · f8 чёрный слон · h8 чёрная ладья · a7 чёрная пешка · b7 чёрная пешка · d7 чёрный конь · e7 чёрная пешка · f7 чёрная пешка · g7 чёрная пешка · h7 чёрная пешка · c6 чёрная пешка · d6 белый конь · f6 чёрный конь · d4 белая пешка · a2 белая пешка · b2 белая пешка · c2 белая пешка · e2 белый ферзь · f2 белая пешка · g2 белая пешка · h2 белая пешка · a1 белая ладья · c1 белый слон · e1 белый король · f1 белый слон · g1 белый конь · h1 белая ладья | a8 чёрная ладья · c8 чёрный слон · d8 чёрный ферзь · e8 чёрный король · f8 чёрный слон · h8 чёрная ладья · a7 чёрная пешка · b7 чёрная пешка · d7 чёрный конь · e7 чёрная пешка · f7 чёрная пешка · g7 чёрная пешка · h7 чёрная пешка · c6 чёрная пешка · d6 белый конь · f6 чёрный конь · d4 белая пешка · a2 белая пешка · b2 белая пешка · c2 белая пешка · e2 белый ферзь · f2 белая пешка · g2 белая пешка · h2 белая пешка · a1 белая ладья · c1 белый слон · e1 белый король · f1 белый слон · g1 белый конь · h1 белая ладья | 7 |
| 6 | a8 чёрная ладья · c8 чёрный слон · d8 чёрный ферзь · e8 чёрный король · f8 чёрный слон · h8 чёрная ладья · a7 чёрная пешка · b7 чёрная пешка · d7 чёрный конь · e7 чёрная пешка · f7 чёрная пешка · g7 чёрная пешка · h7 чёрная пешка · c6 чёрная пешка · d6 белый конь · f6 чёрный конь · d4 белая пешка · a2 белая пешка · b2 белая пешка · c2 белая пешка · e2 белый ферзь · f2 белая пешка · g2 белая пешка · h2 белая пешка · a1 белая ладья · c1 белый слон · e1 белый король · f1 белый слон · g1 белый конь · h1 белая ладья | a8 чёрная ладья · c8 чёрный слон · d8 чёрный ферзь · e8 чёрный король · f8 чёрный слон · h8 чёрная ладья · a7 чёрная пешка · b7 чёрная пешка · d7 чёрный конь · e7 чёрная пешка · f7 чёрная пешка · g7 чёрная пешка · h7 чёрная пешка · c6 чёрная пешка · d6 белый конь · f6 чёрный конь · d4 белая пешка · a2 белая пешка · b2 белая пешка · c2 белая пешка · e2 белый ферзь · f2 белая пешка · g2 белая пешка · h2 белая пешка · a1 белая ладья · c1 белый слон · e1 белый король · f1 белый слон · g1 белый конь · h1 белая ладья | a8 чёрная ладья · c8 чёрный слон · d8 чёрный ферзь · e8 чёрный король · f8 чёрный слон · h8 чёрная ладья · a7 чёрная пешка · b7 чёрная пешка · d7 чёрный конь · e7 чёрная пешка · f7 чёрная пешка · g7 чёрная пешка · h7 чёрная пешка · c6 чёрная пешка · d6 белый конь · f6 чёрный конь · d4 белая пешка · a2 белая пешка · b2 белая пешка · c2 белая пешка · e2 белый ферзь · f2 белая пешка · g2 белая пешка · h2 белая пешка · a1 белая ладья · c1 белый слон · e1 белый король · f1 белый слон · g1 белый конь · h1 белая ладья | a8 чёрная ладья · c8 чёрный слон · d8 чёрный ферзь · e8 чёрный король · f8 чёрный слон · h8 чёрная ладья · a7 чёрная пешка · b7 чёрная пешка · d7 чёрный конь · e7 чёрная пешка · f7 чёрная пешка · g7 чёрная пешка · h7 чёрная пешка · c6 чёрная пешка · d6 белый конь · f6 чёрный конь · d4 белая пешка · a2 белая пешка · b2 белая пешка · c2 белая пешка · e2 белый ферзь · f2 белая пешка · g2 белая пешка · h2 белая пешка · a1 белая ладья · c1 белый слон · e1 белый король · f1 белый слон · g1 белый конь · h1 белая ладья | a8 чёрная ладья · c8 чёрный слон · d8 чёрный ферзь · e8 чёрный король · f8 чёрный слон · h8 чёрная ладья · a7 чёрная пешка · b7 чёрная пешка · d7 чёрный конь · e7 чёрная пешка · f7 чёрная пешка · g7 чёрная пешка · h7 чёрная пешка · c6 чёрная пешка · d6 белый конь · f6 чёрный конь · d4 белая пешка · a2 белая пешка · b2 белая пешка · c2 белая пешка · e2 белый ферзь · f2 белая пешка · g2 белая пешка · h2 белая пешка · a1 белая ладья · c1 белый слон · e1 белый король · f1 белый слон · g1 белый конь · h1 белая ладья | a8 чёрная ладья · c8 чёрный слон · d8 чёрный ферзь · e8 чёрный король · f8 чёрный слон · h8 чёрная ладья · a7 чёрная пешка · b7 чёрная пешка · d7 чёрный конь · e7 чёрная пешка · f7 чёрная пешка · g7 чёрная пешка · h7 чёрная пешка · c6 чёрная пешка · d6 белый конь · f6 чёрный конь · d4 белая пешка · a2 белая пешка · b2 белая пешка · c2 белая пешка · e2 белый ферзь · f2 белая пешка · g2 белая пешка · h2 белая пешка · a1 белая ладья · c1 белый слон · e1 белый король · f1 белый слон · g1 белый конь · h1 белая ладья | a8 чёрная ладья · c8 чёрный слон · d8 чёрный ферзь · e8 чёрный король · f8 чёрный слон · h8 чёрная ладья · a7 чёрная пешка · b7 чёрная пешка · d7 чёрный конь · e7 чёрная пешка · f7 чёрная пешка · g7 чёрная пешка · h7 чёрная пешка · c6 чёрная пешка · d6 белый конь · f6 чёрный конь · d4 белая пешка · a2 белая пешка · b2 белая пешка · c2 белая пешка · e2 белый ферзь · f2 белая пешка · g2 белая пешка · h2 белая пешка · a1 белая ладья · c1 белый слон · e1 белый король · f1 белый слон · g1 белый конь · h1 белая ладья | a8 чёрная ладья · c8 чёрный слон · d8 чёрный ферзь · e8 чёрный король · f8 чёрный слон · h8 чёрная ладья · a7 чёрная пешка · b7 чёрная пешка · d7 чёрный конь · e7 чёрная пешка · f7 чёрная пешка · g7 чёрная пешка · h7 чёрная пешка · c6 чёрная пешка · d6 белый конь · f6 чёрный конь · d4 белая пешка · a2 белая пешка · b2 белая пешка · c2 белая пешка · e2 белый ферзь · f2 белая пешка · g2 белая пешка · h2 белая пешка · a1 белая ладья · c1 белый слон · e1 белый король · f1 белый слон · g1 белый конь · h1 белая ладья | 6 |
| 5 | a8 чёрная ладья · c8 чёрный слон · d8 чёрный ферзь · e8 чёрный король · f8 чёрный слон · h8 чёрная ладья · a7 чёрная пешка · b7 чёрная пешка · d7 чёрный конь · e7 чёрная пешка · f7 чёрная пешка · g7 чёрная пешка · h7 чёрная пешка · c6 чёрная пешка · d6 белый конь · f6 чёрный конь · d4 белая пешка · a2 белая пешка · b2 белая пешка · c2 белая пешка · e2 белый ферзь · f2 белая пешка · g2 белая пешка · h2 белая пешка · a1 белая ладья · c1 белый слон · e1 белый король · f1 белый слон · g1 белый конь · h1 белая ладья | a8 чёрная ладья · c8 чёрный слон · d8 чёрный ферзь · e8 чёрный король · f8 чёрный слон · h8 чёрная ладья · a7 чёрная пешка · b7 чёрная пешка · d7 чёрный конь · e7 чёрная пешка · f7 чёрная пешка · g7 чёрная пешка · h7 чёрная пешка · c6 чёрная пешка · d6 белый конь · f6 чёрный конь · d4 белая пешка · a2 белая пешка · b2 белая пешка · c2 белая пешка · e2 белый ферзь · f2 белая пешка · g2 белая пешка · h2 белая пешка · a1 белая ладья · c1 белый слон · e1 белый король · f1 белый слон · g1 белый конь · h1 белая ладья | a8 чёрная ладья · c8 чёрный слон · d8 чёрный ферзь · e8 чёрный король · f8 чёрный слон · h8 чёрная ладья · a7 чёрная пешка · b7 чёрная пешка · d7 чёрный конь · e7 чёрная пешка · f7 чёрная пешка · g7 чёрная пешка · h7 чёрная пешка · c6 чёрная пешка · d6 белый конь · f6 чёрный конь · d4 белая пешка · a2 белая пешка · b2 белая пешка · c2 белая пешка · e2 белый ферзь · f2 белая пешка · g2 белая пешка · h2 белая пешка · a1 белая ладья · c1 белый слон · e1 белый король · f1 белый слон · g1 белый конь · h1 белая ладья | a8 чёрная ладья · c8 чёрный слон · d8 чёрный ферзь · e8 чёрный король · f8 чёрный слон · h8 чёрная ладья · a7 чёрная пешка · b7 чёрная пешка · d7 чёрный конь · e7 чёрная пешка · f7 чёрная пешка · g7 чёрная пешка · h7 чёрная пешка · c6 чёрная пешка · d6 белый конь · f6 чёрный конь · d4 белая пешка · a2 белая пешка · b2 белая пешка · c2 белая пешка · e2 белый ферзь · f2 белая пешка · g2 белая пешка · h2 белая пешка · a1 белая ладья · c1 белый слон · e1 белый король · f1 белый слон · g1 белый конь · h1 белая ладья | a8 чёрная ладья · c8 чёрный слон · d8 чёрный ферзь · e8 чёрный король · f8 чёрный слон · h8 чёрная ладья · a7 чёрная пешка · b7 чёрная пешка · d7 чёрный конь · e7 чёрная пешка · f7 чёрная пешка · g7 чёрная пешка · h7 чёрная пешка · c6 чёрная пешка · d6 белый конь · f6 чёрный конь · d4 белая пешка · a2 белая пешка · b2 белая пешка · c2 белая пешка · e2 белый ферзь · f2 белая пешка · g2 белая пешка · h2 белая пешка · a1 белая ладья · c1 белый слон · e1 белый король · f1 белый слон · g1 белый конь · h1 белая ладья | a8 чёрная ладья · c8 чёрный слон · d8 чёрный ферзь · e8 чёрный король · f8 чёрный слон · h8 чёрная ладья · a7 чёрная пешка · b7 чёрная пешка · d7 чёрный конь · e7 чёрная пешка · f7 чёрная пешка · g7 чёрная пешка · h7 чёрная пешка · c6 чёрная пешка · d6 белый конь · f6 чёрный конь · d4 белая пешка · a2 белая пешка · b2 белая пешка · c2 белая пешка · e2 белый ферзь · f2 белая пешка · g2 белая пешка · h2 белая пешка · a1 белая ладья · c1 белый слон · e1 белый король · f1 белый слон · g1 белый конь · h1 белая ладья | a8 чёрная ладья · c8 чёрный слон · d8 чёрный ферзь · e8 чёрный король · f8 чёрный слон · h8 чёрная ладья · a7 чёрная пешка · b7 чёрная пешка · d7 чёрный конь · e7 чёрная пешка · f7 чёрная пешка · g7 чёрная пешка · h7 чёрная пешка · c6 чёрная пешка · d6 белый конь · f6 чёрный конь · d4 белая пешка · a2 белая пешка · b2 белая пешка · c2 белая пешка · e2 белый ферзь · f2 белая пешка · g2 белая пешка · h2 белая пешка · a1 белая ладья · c1 белый слон · e1 белый король · f1 белый слон · g1 белый конь · h1 белая ладья | a8 чёрная ладья · c8 чёрный слон · d8 чёрный ферзь · e8 чёрный король · f8 чёрный слон · h8 чёрная ладья · a7 чёрная пешка · b7 чёрная пешка · d7 чёрный конь · e7 чёрная пешка · f7 чёрная пешка · g7 чёрная пешка · h7 чёрная пешка · c6 чёрная пешка · d6 белый конь · f6 чёрный конь · d4 белая пешка · a2 белая пешка · b2 белая пешка · c2 белая пешка · e2 белый ферзь · f2 белая пешка · g2 белая пешка · h2 белая пешка · a1 белая ладья · c1 белый слон · e1 белый король · f1 белый слон · g1 белый конь · h1 белая ладья | 5 |
| 4 | a8 чёрная ладья · c8 чёрный слон · d8 чёрный ферзь · e8 чёрный король · f8 чёрный слон · h8 чёрная ладья · a7 чёрная пешка · b7 чёрная пешка · d7 чёрный конь · e7 чёрная пешка · f7 чёрная пешка · g7 чёрная пешка · h7 чёрная пешка · c6 чёрная пешка · d6 белый конь · f6 чёрный конь · d4 белая пешка · a2 белая пешка · b2 белая пешка · c2 белая пешка · e2 белый ферзь · f2 белая пешка · g2 белая пешка · h2 белая пешка · a1 белая ладья · c1 белый слон · e1 белый король · f1 белый слон · g1 белый конь · h1 белая ладья | a8 чёрная ладья · c8 чёрный слон · d8 чёрный ферзь · e8 чёрный король · f8 чёрный слон · h8 чёрная ладья · a7 чёрная пешка · b7 чёрная пешка · d7 чёрный конь · e7 чёрная пешка · f7 чёрная пешка · g7 чёрная пешка · h7 чёрная пешка · c6 чёрная пешка · d6 белый конь · f6 чёрный конь · d4 белая пешка · a2 белая пешка · b2 белая пешка · c2 белая пешка · e2 белый ферзь · f2 белая пешка · g2 белая пешка · h2 белая пешка · a1 белая ладья · c1 белый слон · e1 белый король · f1 белый слон · g1 белый конь · h1 белая ладья | a8 чёрная ладья · c8 чёрный слон · d8 чёрный ферзь · e8 чёрный король · f8 чёрный слон · h8 чёрная ладья · a7 чёрная пешка · b7 чёрная пешка · d7 чёрный конь · e7 чёрная пешка · f7 чёрная пешка · g7 чёрная пешка · h7 чёрная пешка · c6 чёрная пешка · d6 белый конь · f6 чёрный конь · d4 белая пешка · a2 белая пешка · b2 белая пешка · c2 белая пешка · e2 белый ферзь · f2 белая пешка · g2 белая пешка · h2 белая пешка · a1 белая ладья · c1 белый слон · e1 белый король · f1 белый слон · g1 белый конь · h1 белая ладья | a8 чёрная ладья · c8 чёрный слон · d8 чёрный ферзь · e8 чёрный король · f8 чёрный слон · h8 чёрная ладья · a7 чёрная пешка · b7 чёрная пешка · d7 чёрный конь · e7 чёрная пешка · f7 чёрная пешка · g7 чёрная пешка · h7 чёрная пешка · c6 чёрная пешка · d6 белый конь · f6 чёрный конь · d4 белая пешка · a2 белая пешка · b2 белая пешка · c2 белая пешка · e2 белый ферзь · f2 белая пешка · g2 белая пешка · h2 белая пешка · a1 белая ладья · c1 белый слон · e1 белый король · f1 белый слон · g1 белый конь · h1 белая ладья | a8 чёрная ладья · c8 чёрный слон · d8 чёрный ферзь · e8 чёрный король · f8 чёрный слон · h8 чёрная ладья · a7 чёрная пешка · b7 чёрная пешка · d7 чёрный конь · e7 чёрная пешка · f7 чёрная пешка · g7 чёрная пешка · h7 чёрная пешка · c6 чёрная пешка · d6 белый конь · f6 чёрный конь · d4 белая пешка · a2 белая пешка · b2 белая пешка · c2 белая пешка · e2 белый ферзь · f2 белая пешка · g2 белая пешка · h2 белая пешка · a1 белая ладья · c1 белый слон · e1 белый король · f1 белый слон · g1 белый конь · h1 белая ладья | a8 чёрная ладья · c8 чёрный слон · d8 чёрный ферзь · e8 чёрный король · f8 чёрный слон · h8 чёрная ладья · a7 чёрная пешка · b7 чёрная пешка · d7 чёрный конь · e7 чёрная пешка · f7 чёрная пешка · g7 чёрная пешка · h7 чёрная пешка · c6 чёрная пешка · d6 белый конь · f6 чёрный конь · d4 белая пешка · a2 белая пешка · b2 белая пешка · c2 белая пешка · e2 белый ферзь · f2 белая пешка · g2 белая пешка · h2 белая пешка · a1 белая ладья · c1 белый слон · e1 белый король · f1 белый слон · g1 белый конь · h1 белая ладья | a8 чёрная ладья · c8 чёрный слон · d8 чёрный ферзь · e8 чёрный король · f8 чёрный слон · h8 чёрная ладья · a7 чёрная пешка · b7 чёрная пешка · d7 чёрный конь · e7 чёрная пешка · f7 чёрная пешка · g7 чёрная пешка · h7 чёрная пешка · c6 чёрная пешка · d6 белый конь · f6 чёрный конь · d4 белая пешка · a2 белая пешка · b2 белая пешка · c2 белая пешка · e2 белый ферзь · f2 белая пешка · g2 белая пешка · h2 белая пешка · a1 белая ладья · c1 белый слон · e1 белый король · f1 белый слон · g1 белый конь · h1 белая ладья | a8 чёрная ладья · c8 чёрный слон · d8 чёрный ферзь · e8 чёрный король · f8 чёрный слон · h8 чёрная ладья · a7 чёрная пешка · b7 чёрная пешка · d7 чёрный конь · e7 чёрная пешка · f7 чёрная пешка · g7 чёрная пешка · h7 чёрная пешка · c6 чёрная пешка · d6 белый конь · f6 чёрный конь · d4 белая пешка · a2 белая пешка · b2 белая пешка · c2 белая пешка · e2 белый ферзь · f2 белая пешка · g2 белая пешка · h2 белая пешка · a1 белая ладья · c1 белый слон · e1 белый король · f1 белый слон · g1 белый конь · h1 белая ладья | 4 |
| 3 | a8 чёрная ладья · c8 чёрный слон · d8 чёрный ферзь · e8 чёрный король · f8 чёрный слон · h8 чёрная ладья · a7 чёрная пешка · b7 чёрная пешка · d7 чёрный конь · e7 чёрная пешка · f7 чёрная пешка · g7 чёрная пешка · h7 чёрная пешка · c6 чёрная пешка · d6 белый конь · f6 чёрный конь · d4 белая пешка · a2 белая пешка · b2 белая пешка · c2 белая пешка · e2 белый ферзь · f2 белая пешка · g2 белая пешка · h2 белая пешка · a1 белая ладья · c1 белый слон · e1 белый король · f1 белый слон · g1 белый конь · h1 белая ладья | a8 чёрная ладья · c8 чёрный слон · d8 чёрный ферзь · e8 чёрный король · f8 чёрный слон · h8 чёрная ладья · a7 чёрная пешка · b7 чёрная пешка · d7 чёрный конь · e7 чёрная пешка · f7 чёрная пешка · g7 чёрная пешка · h7 чёрная пешка · c6 чёрная пешка · d6 белый конь · f6 чёрный конь · d4 белая пешка · a2 белая пешка · b2 белая пешка · c2 белая пешка · e2 белый ферзь · f2 белая пешка · g2 белая пешка · h2 белая пешка · a1 белая ладья · c1 белый слон · e1 белый король · f1 белый слон · g1 белый конь · h1 белая ладья | a8 чёрная ладья · c8 чёрный слон · d8 чёрный ферзь · e8 чёрный король · f8 чёрный слон · h8 чёрная ладья · a7 чёрная пешка · b7 чёрная пешка · d7 чёрный конь · e7 чёрная пешка · f7 чёрная пешка · g7 чёрная пешка · h7 чёрная пешка · c6 чёрная пешка · d6 белый конь · f6 чёрный конь · d4 белая пешка · a2 белая пешка · b2 белая пешка · c2 белая пешка · e2 белый ферзь · f2 белая пешка · g2 белая пешка · h2 белая пешка · a1 белая ладья · c1 белый слон · e1 белый король · f1 белый слон · g1 белый конь · h1 белая ладья | a8 чёрная ладья · c8 чёрный слон · d8 чёрный ферзь · e8 чёрный король · f8 чёрный слон · h8 чёрная ладья · a7 чёрная пешка · b7 чёрная пешка · d7 чёрный конь · e7 чёрная пешка · f7 чёрная пешка · g7 чёрная пешка · h7 чёрная пешка · c6 чёрная пешка · d6 белый конь · f6 чёрный конь · d4 белая пешка · a2 белая пешка · b2 белая пешка · c2 белая пешка · e2 белый ферзь · f2 белая пешка · g2 белая пешка · h2 белая пешка · a1 белая ладья · c1 белый слон · e1 белый король · f1 белый слон · g1 белый конь · h1 белая ладья | a8 чёрная ладья · c8 чёрный слон · d8 чёрный ферзь · e8 чёрный король · f8 чёрный слон · h8 чёрная ладья · a7 чёрная пешка · b7 чёрная пешка · d7 чёрный конь · e7 чёрная пешка · f7 чёрная пешка · g7 чёрная пешка · h7 чёрная пешка · c6 чёрная пешка · d6 белый конь · f6 чёрный конь · d4 белая пешка · a2 белая пешка · b2 белая пешка · c2 белая пешка · e2 белый ферзь · f2 белая пешка · g2 белая пешка · h2 белая пешка · a1 белая ладья · c1 белый слон · e1 белый король · f1 белый слон · g1 белый конь · h1 белая ладья | a8 чёрная ладья · c8 чёрный слон · d8 чёрный ферзь · e8 чёрный король · f8 чёрный слон · h8 чёрная ладья · a7 чёрная пешка · b7 чёрная пешка · d7 чёрный конь · e7 чёрная пешка · f7 чёрная пешка · g7 чёрная пешка · h7 чёрная пешка · c6 чёрная пешка · d6 белый конь · f6 чёрный конь · d4 белая пешка · a2 белая пешка · b2 белая пешка · c2 белая пешка · e2 белый ферзь · f2 белая пешка · g2 белая пешка · h2 белая пешка · a1 белая ладья · c1 белый слон · e1 белый король · f1 белый слон · g1 белый конь · h1 белая ладья | a8 чёрная ладья · c8 чёрный слон · d8 чёрный ферзь · e8 чёрный король · f8 чёрный слон · h8 чёрная ладья · a7 чёрная пешка · b7 чёрная пешка · d7 чёрный конь · e7 чёрная пешка · f7 чёрная пешка · g7 чёрная пешка · h7 чёрная пешка · c6 чёрная пешка · d6 белый конь · f6 чёрный конь · d4 белая пешка · a2 белая пешка · b2 белая пешка · c2 белая пешка · e2 белый ферзь · f2 белая пешка · g2 белая пешка · h2 белая пешка · a1 белая ладья · c1 белый слон · e1 белый король · f1 белый слон · g1 белый конь · h1 белая ладья | a8 чёрная ладья · c8 чёрный слон · d8 чёрный ферзь · e8 чёрный король · f8 чёрный слон · h8 чёрная ладья · a7 чёрная пешка · b7 чёрная пешка · d7 чёрный конь · e7 чёрная пешка · f7 чёрная пешка · g7 чёрная пешка · h7 чёрная пешка · c6 чёрная пешка · d6 белый конь · f6 чёрный конь · d4 белая пешка · a2 белая пешка · b2 белая пешка · c2 белая пешка · e2 белый ферзь · f2 белая пешка · g2 белая пешка · h2 белая пешка · a1 белая ладья · c1 белый слон · e1 белый король · f1 белый слон · g1 белый конь · h1 белая ладья | 3 |
| 2 | a8 чёрная ладья · c8 чёрный слон · d8 чёрный ферзь · e8 чёрный король · f8 чёрный слон · h8 чёрная ладья · a7 чёрная пешка · b7 чёрная пешка · d7 чёрный конь · e7 чёрная пешка · f7 чёрная пешка · g7 чёрная пешка · h7 чёрная пешка · c6 чёрная пешка · d6 белый конь · f6 чёрный конь · d4 белая пешка · a2 белая пешка · b2 белая пешка · c2 белая пешка · e2 белый ферзь · f2 белая пешка · g2 белая пешка · h2 белая пешка · a1 белая ладья · c1 белый слон · e1 белый король · f1 белый слон · g1 белый конь · h1 белая ладья | a8 чёрная ладья · c8 чёрный слон · d8 чёрный ферзь · e8 чёрный король · f8 чёрный слон · h8 чёрная ладья · a7 чёрная пешка · b7 чёрная пешка · d7 чёрный конь · e7 чёрная пешка · f7 чёрная пешка · g7 чёрная пешка · h7 чёрная пешка · c6 чёрная пешка · d6 белый конь · f6 чёрный конь · d4 белая пешка · a2 белая пешка · b2 белая пешка · c2 белая пешка · e2 белый ферзь · f2 белая пешка · g2 белая пешка · h2 белая пешка · a1 белая ладья · c1 белый слон · e1 белый король · f1 белый слон · g1 белый конь · h1 белая ладья | a8 чёрная ладья · c8 чёрный слон · d8 чёрный ферзь · e8 чёрный король · f8 чёрный слон · h8 чёрная ладья · a7 чёрная пешка · b7 чёрная пешка · d7 чёрный конь · e7 чёрная пешка · f7 чёрная пешка · g7 чёрная пешка · h7 чёрная пешка · c6 чёрная пешка · d6 белый конь · f6 чёрный конь · d4 белая пешка · a2 белая пешка · b2 белая пешка · c2 белая пешка · e2 белый ферзь · f2 белая пешка · g2 белая пешка · h2 белая пешка · a1 белая ладья · c1 белый слон · e1 белый король · f1 белый слон · g1 белый конь · h1 белая ладья | a8 чёрная ладья · c8 чёрный слон · d8 чёрный ферзь · e8 чёрный король · f8 чёрный слон · h8 чёрная ладья · a7 чёрная пешка · b7 чёрная пешка · d7 чёрный конь · e7 чёрная пешка · f7 чёрная пешка · g7 чёрная пешка · h7 чёрная пешка · c6 чёрная пешка · d6 белый конь · f6 чёрный конь · d4 белая пешка · a2 белая пешка · b2 белая пешка · c2 белая пешка · e2 белый ферзь · f2 белая пешка · g2 белая пешка · h2 белая пешка · a1 белая ладья · c1 белый слон · e1 белый король · f1 белый слон · g1 белый конь · h1 белая ладья | a8 чёрная ладья · c8 чёрный слон · d8 чёрный ферзь · e8 чёрный король · f8 чёрный слон · h8 чёрная ладья · a7 чёрная пешка · b7 чёрная пешка · d7 чёрный конь · e7 чёрная пешка · f7 чёрная пешка · g7 чёрная пешка · h7 чёрная пешка · c6 чёрная пешка · d6 белый конь · f6 чёрный конь · d4 белая пешка · a2 белая пешка · b2 белая пешка · c2 белая пешка · e2 белый ферзь · f2 белая пешка · g2 белая пешка · h2 белая пешка · a1 белая ладья · c1 белый слон · e1 белый король · f1 белый слон · g1 белый конь · h1 белая ладья | a8 чёрная ладья · c8 чёрный слон · d8 чёрный ферзь · e8 чёрный король · f8 чёрный слон · h8 чёрная ладья · a7 чёрная пешка · b7 чёрная пешка · d7 чёрный конь · e7 чёрная пешка · f7 чёрная пешка · g7 чёрная пешка · h7 чёрная пешка · c6 чёрная пешка · d6 белый конь · f6 чёрный конь · d4 белая пешка · a2 белая пешка · b2 белая пешка · c2 белая пешка · e2 белый ферзь · f2 белая пешка · g2 белая пешка · h2 белая пешка · a1 белая ладья · c1 белый слон · e1 белый король · f1 белый слон · g1 белый конь · h1 белая ладья | a8 чёрная ладья · c8 чёрный слон · d8 чёрный ферзь · e8 чёрный король · f8 чёрный слон · h8 чёрная ладья · a7 чёрная пешка · b7 чёрная пешка · d7 чёрный конь · e7 чёрная пешка · f7 чёрная пешка · g7 чёрная пешка · h7 чёрная пешка · c6 чёрная пешка · d6 белый конь · f6 чёрный конь · d4 белая пешка · a2 белая пешка · b2 белая пешка · c2 белая пешка · e2 белый ферзь · f2 белая пешка · g2 белая пешка · h2 белая пешка · a1 белая ладья · c1 белый слон · e1 белый король · f1 белый слон · g1 белый конь · h1 белая ладья | a8 чёрная ладья · c8 чёрный слон · d8 чёрный ферзь · e8 чёрный король · f8 чёрный слон · h8 чёрная ладья · a7 чёрная пешка · b7 чёрная пешка · d7 чёрный конь · e7 чёрная пешка · f7 чёрная пешка · g7 чёрная пешка · h7 чёрная пешка · c6 чёрная пешка · d6 белый конь · f6 чёрный конь · d4 белая пешка · a2 белая пешка · b2 белая пешка · c2 белая пешка · e2 белый ферзь · f2 белая пешка · g2 белая пешка · h2 белая пешка · a1 белая ладья · c1 белый слон · e1 белый король · f1 белый слон · g1 белый конь · h1 белая ладья | 2 |
| 1 | a8 чёрная ладья · c8 чёрный слон · d8 чёрный ферзь · e8 чёрный король · f8 чёрный слон · h8 чёрная ладья · a7 чёрная пешка · b7 чёрная пешка · d7 чёрный конь · e7 чёрная пешка · f7 чёрная пешка · g7 чёрная пешка · h7 чёрная пешка · c6 чёрная пешка · d6 белый конь · f6 чёрный конь · d4 белая пешка · a2 белая пешка · b2 белая пешка · c2 белая пешка · e2 белый ферзь · f2 белая пешка · g2 белая пешка · h2 белая пешка · a1 белая ладья · c1 белый слон · e1 белый король · f1 белый слон · g1 белый конь · h1 белая ладья | a8 чёрная ладья · c8 чёрный слон · d8 чёрный ферзь · e8 чёрный король · f8 чёрный слон · h8 чёрная ладья · a7 чёрная пешка · b7 чёрная пешка · d7 чёрный конь · e7 чёрная пешка · f7 чёрная пешка · g7 чёрная пешка · h7 чёрная пешка · c6 чёрная пешка · d6 белый конь · f6 чёрный конь · d4 белая пешка · a2 белая пешка · b2 белая пешка · c2 белая пешка · e2 белый ферзь · f2 белая пешка · g2 белая пешка · h2 белая пешка · a1 белая ладья · c1 белый слон · e1 белый король · f1 белый слон · g1 белый конь · h1 белая ладья | a8 чёрная ладья · c8 чёрный слон · d8 чёрный ферзь · e8 чёрный король · f8 чёрный слон · h8 чёрная ладья · a7 чёрная пешка · b7 чёрная пешка · d7 чёрный конь · e7 чёрная пешка · f7 чёрная пешка · g7 чёрная пешка · h7 чёрная пешка · c6 чёрная пешка · d6 белый конь · f6 чёрный конь · d4 белая пешка · a2 белая пешка · b2 белая пешка · c2 белая пешка · e2 белый ферзь · f2 белая пешка · g2 белая пешка · h2 белая пешка · a1 белая ладья · c1 белый слон · e1 белый король · f1 белый слон · g1 белый конь · h1 белая ладья | a8 чёрная ладья · c8 чёрный слон · d8 чёрный ферзь · e8 чёрный король · f8 чёрный слон · h8 чёрная ладья · a7 чёрная пешка · b7 чёрная пешка · d7 чёрный конь · e7 чёрная пешка · f7 чёрная пешка · g7 чёрная пешка · h7 чёрная пешка · c6 чёрная пешка · d6 белый конь · f6 чёрный конь · d4 белая пешка · a2 белая пешка · b2 белая пешка · c2 белая пешка · e2 белый ферзь · f2 белая пешка · g2 белая пешка · h2 белая пешка · a1 белая ладья · c1 белый слон · e1 белый король · f1 белый слон · g1 белый конь · h1 белая ладья | a8 чёрная ладья · c8 чёрный слон · d8 чёрный ферзь · e8 чёрный король · f8 чёрный слон · h8 чёрная ладья · a7 чёрная пешка · b7 чёрная пешка · d7 чёрный конь · e7 чёрная пешка · f7 чёрная пешка · g7 чёрная пешка · h7 чёрная пешка · c6 чёрная пешка · d6 белый конь · f6 чёрный конь · d4 белая пешка · a2 белая пешка · b2 белая пешка · c2 белая пешка · e2 белый ферзь · f2 белая пешка · g2 белая пешка · h2 белая пешка · a1 белая ладья · c1 белый слон · e1 белый король · f1 белый слон · g1 белый конь · h1 белая ладья | a8 чёрная ладья · c8 чёрный слон · d8 чёрный ферзь · e8 чёрный король · f8 чёрный слон · h8 чёрная ладья · a7 чёрная пешка · b7 чёрная пешка · d7 чёрный конь · e7 чёрная пешка · f7 чёрная пешка · g7 чёрная пешка · h7 чёрная пешка · c6 чёрная пешка · d6 белый конь · f6 чёрный конь · d4 белая пешка · a2 белая пешка · b2 белая пешка · c2 белая пешка · e2 белый ферзь · f2 белая пешка · g2 белая пешка · h2 белая пешка · a1 белая ладья · c1 белый слон · e1 белый король · f1 белый слон · g1 белый конь · h1 белая ладья | a8 чёрная ладья · c8 чёрный слон · d8 чёрный ферзь · e8 чёрный король · f8 чёрный слон · h8 чёрная ладья · a7 чёрная пешка · b7 чёрная пешка · d7 чёрный конь · e7 чёрная пешка · f7 чёрная пешка · g7 чёрная пешка · h7 чёрная пешка · c6 чёрная пешка · d6 белый конь · f6 чёрный конь · d4 белая пешка · a2 белая пешка · b2 белая пешка · c2 белая пешка · e2 белый ферзь · f2 белая пешка · g2 белая пешка · h2 белая пешка · a1 белая ладья · c1 белый слон · e1 белый король · f1 белый слон · g1 белый конь · h1 белая ладья | a8 чёрная ладья · c8 чёрный слон · d8 чёрный ферзь · e8 чёрный король · f8 чёрный слон · h8 чёрная ладья · a7 чёрная пешка · b7 чёрная пешка · d7 чёрный конь · e7 чёрная пешка · f7 чёрная пешка · g7 чёрная пешка · h7 чёрная пешка · c6 чёрная пешка · d6 белый конь · f6 чёрный конь · d4 белая пешка · a2 белая пешка · b2 белая пешка · c2 белая пешка · e2 белый ферзь · f2 белая пешка · g2 белая пешка · h2 белая пешка · a1 белая ладья · c1 белый слон · e1 белый король · f1 белый слон · g1 белый конь · h1 белая ладья | 1 |
|   | a | b | c | d | e | f | g | h |   |

- Яковлев — Чалманский (Куйбышев, 1984)

1. e4 c5 2. Кf3 Кc6 3. d4 cd 4. К:d4 Кf6 5. Кc3 e5 6. Кdb5 d6 7. Кd5 К:d5 8. ed Кe7 9. c3 Сd7?? 10. К:d6#
|   | a | b | c | d | e | f | g | h |   |
| - | --- | --- | --- | --- | --- | --- | --- | --- | - |
| 8 | a8 чёрная ладья · d8 чёрный ферзь · e8 чёрный король · f8 чёрный слон · h8 чёрная ладья · a7 чёрная пешка · b7 чёрная пешка · d7 чёрный слон · e7 чёрный конь · f7 чёрная пешка · g7 чёрная пешка · h7 чёрная пешка · d6 белый конь · d5 белая пешка · e5 чёрная пешка · c3 белая пешка · a2 белая пешка · b2 белая пешка · f2 белая пешка · g2 белая пешка · h2 белая пешка · a1 белая ладья · c1 белый слон · d1 белый ферзь · e1 белый король · f1 белый слон · h1 белая ладья | a8 чёрная ладья · d8 чёрный ферзь · e8 чёрный король · f8 чёрный слон · h8 чёрная ладья · a7 чёрная пешка · b7 чёрная пешка · d7 чёрный слон · e7 чёрный конь · f7 чёрная пешка · g7 чёрная пешка · h7 чёрная пешка · d6 белый конь · d5 белая пешка · e5 чёрная пешка · c3 белая пешка · a2 белая пешка · b2 белая пешка · f2 белая пешка · g2 белая пешка · h2 белая пешка · a1 белая ладья · c1 белый слон · d1 белый ферзь · e1 белый король · f1 белый слон · h1 белая ладья | a8 чёрная ладья · d8 чёрный ферзь · e8 чёрный король · f8 чёрный слон · h8 чёрная ладья · a7 чёрная пешка · b7 чёрная пешка · d7 чёрный слон · e7 чёрный конь · f7 чёрная пешка · g7 чёрная пешка · h7 чёрная пешка · d6 белый конь · d5 белая пешка · e5 чёрная пешка · c3 белая пешка · a2 белая пешка · b2 белая пешка · f2 белая пешка · g2 белая пешка · h2 белая пешка · a1 белая ладья · c1 белый слон · d1 белый ферзь · e1 белый король · f1 белый слон · h1 белая ладья | a8 чёрная ладья · d8 чёрный ферзь · e8 чёрный король · f8 чёрный слон · h8 чёрная ладья · a7 чёрная пешка · b7 чёрная пешка · d7 чёрный слон · e7 чёрный конь · f7 чёрная пешка · g7 чёрная пешка · h7 чёрная пешка · d6 белый конь · d5 белая пешка · e5 чёрная пешка · c3 белая пешка · a2 белая пешка · b2 белая пешка · f2 белая пешка · g2 белая пешка · h2 белая пешка · a1 белая ладья · c1 белый слон · d1 белый ферзь · e1 белый король · f1 белый слон · h1 белая ладья | a8 чёрная ладья · d8 чёрный ферзь · e8 чёрный король · f8 чёрный слон · h8 чёрная ладья · a7 чёрная пешка · b7 чёрная пешка · d7 чёрный слон · e7 чёрный конь · f7 чёрная пешка · g7 чёрная пешка · h7 чёрная пешка · d6 белый конь · d5 белая пешка · e5 чёрная пешка · c3 белая пешка · a2 белая пешка · b2 белая пешка · f2 белая пешка · g2 белая пешка · h2 белая пешка · a1 белая ладья · c1 белый слон · d1 белый ферзь · e1 белый король · f1 белый слон · h1 белая ладья | a8 чёрная ладья · d8 чёрный ферзь · e8 чёрный король · f8 чёрный слон · h8 чёрная ладья · a7 чёрная пешка · b7 чёрная пешка · d7 чёрный слон · e7 чёрный конь · f7 чёрная пешка · g7 чёрная пешка · h7 чёрная пешка · d6 белый конь · d5 белая пешка · e5 чёрная пешка · c3 белая пешка · a2 белая пешка · b2 белая пешка · f2 белая пешка · g2 белая пешка · h2 белая пешка · a1 белая ладья · c1 белый слон · d1 белый ферзь · e1 белый король · f1 белый слон · h1 белая ладья | a8 чёрная ладья · d8 чёрный ферзь · e8 чёрный король · f8 чёрный слон · h8 чёрная ладья · a7 чёрная пешка · b7 чёрная пешка · d7 чёрный слон · e7 чёрный конь · f7 чёрная пешка · g7 чёрная пешка · h7 чёрная пешка · d6 белый конь · d5 белая пешка · e5 чёрная пешка · c3 белая пешка · a2 белая пешка · b2 белая пешка · f2 белая пешка · g2 белая пешка · h2 белая пешка · a1 белая ладья · c1 белый слон · d1 белый ферзь · e1 белый король · f1 белый слон · h1 белая ладья | a8 чёрная ладья · d8 чёрный ферзь · e8 чёрный король · f8 чёрный слон · h8 чёрная ладья · a7 чёрная пешка · b7 чёрная пешка · d7 чёрный слон · e7 чёрный конь · f7 чёрная пешка · g7 чёрная пешка · h7 чёрная пешка · d6 белый конь · d5 белая пешка · e5 чёрная пешка · c3 белая пешка · a2 белая пешка · b2 белая пешка · f2 белая пешка · g2 белая пешка · h2 белая пешка · a1 белая ладья · c1 белый слон · d1 белый ферзь · e1 белый король · f1 белый слон · h1 белая ладья | 8 |
| 7 | a8 чёрная ладья · d8 чёрный ферзь · e8 чёрный король · f8 чёрный слон · h8 чёрная ладья · a7 чёрная пешка · b7 чёрная пешка · d7 чёрный слон · e7 чёрный конь · f7 чёрная пешка · g7 чёрная пешка · h7 чёрная пешка · d6 белый конь · d5 белая пешка · e5 чёрная пешка · c3 белая пешка · a2 белая пешка · b2 белая пешка · f2 белая пешка · g2 белая пешка · h2 белая пешка · a1 белая ладья · c1 белый слон · d1 белый ферзь · e1 белый король · f1 белый слон · h1 белая ладья | a8 чёрная ладья · d8 чёрный ферзь · e8 чёрный король · f8 чёрный слон · h8 чёрная ладья · a7 чёрная пешка · b7 чёрная пешка · d7 чёрный слон · e7 чёрный конь · f7 чёрная пешка · g7 чёрная пешка · h7 чёрная пешка · d6 белый конь · d5 белая пешка · e5 чёрная пешка · c3 белая пешка · a2 белая пешка · b2 белая пешка · f2 белая пешка · g2 белая пешка · h2 белая пешка · a1 белая ладья · c1 белый слон · d1 белый ферзь · e1 белый король · f1 белый слон · h1 белая ладья | a8 чёрная ладья · d8 чёрный ферзь · e8 чёрный король · f8 чёрный слон · h8 чёрная ладья · a7 чёрная пешка · b7 чёрная пешка · d7 чёрный слон · e7 чёрный конь · f7 чёрная пешка · g7 чёрная пешка · h7 чёрная пешка · d6 белый конь · d5 белая пешка · e5 чёрная пешка · c3 белая пешка · a2 белая пешка · b2 белая пешка · f2 белая пешка · g2 белая пешка · h2 белая пешка · a1 белая ладья · c1 белый слон · d1 белый ферзь · e1 белый король · f1 белый слон · h1 белая ладья | a8 чёрная ладья · d8 чёрный ферзь · e8 чёрный король · f8 чёрный слон · h8 чёрная ладья · a7 чёрная пешка · b7 чёрная пешка · d7 чёрный слон · e7 чёрный конь · f7 чёрная пешка · g7 чёрная пешка · h7 чёрная пешка · d6 белый конь · d5 белая пешка · e5 чёрная пешка · c3 белая пешка · a2 белая пешка · b2 белая пешка · f2 белая пешка · g2 белая пешка · h2 белая пешка · a1 белая ладья · c1 белый слон · d1 белый ферзь · e1 белый король · f1 белый слон · h1 белая ладья | a8 чёрная ладья · d8 чёрный ферзь · e8 чёрный король · f8 чёрный слон · h8 чёрная ладья · a7 чёрная пешка · b7 чёрная пешка · d7 чёрный слон · e7 чёрный конь · f7 чёрная пешка · g7 чёрная пешка · h7 чёрная пешка · d6 белый конь · d5 белая пешка · e5 чёрная пешка · c3 белая пешка · a2 белая пешка · b2 белая пешка · f2 белая пешка · g2 белая пешка · h2 белая пешка · a1 белая ладья · c1 белый слон · d1 белый ферзь · e1 белый король · f1 белый слон · h1 белая ладья | a8 чёрная ладья · d8 чёрный ферзь · e8 чёрный король · f8 чёрный слон · h8 чёрная ладья · a7 чёрная пешка · b7 чёрная пешка · d7 чёрный слон · e7 чёрный конь · f7 чёрная пешка · g7 чёрная пешка · h7 чёрная пешка · d6 белый конь · d5 белая пешка · e5 чёрная пешка · c3 белая пешка · a2 белая пешка · b2 белая пешка · f2 белая пешка · g2 белая пешка · h2 белая пешка · a1 белая ладья · c1 белый слон · d1 белый ферзь · e1 белый король · f1 белый слон · h1 белая ладья | a8 чёрная ладья · d8 чёрный ферзь · e8 чёрный король · f8 чёрный слон · h8 чёрная ладья · a7 чёрная пешка · b7 чёрная пешка · d7 чёрный слон · e7 чёрный конь · f7 чёрная пешка · g7 чёрная пешка · h7 чёрная пешка · d6 белый конь · d5 белая пешка · e5 чёрная пешка · c3 белая пешка · a2 белая пешка · b2 белая пешка · f2 белая пешка · g2 белая пешка · h2 белая пешка · a1 белая ладья · c1 белый слон · d1 белый ферзь · e1 белый король · f1 белый слон · h1 белая ладья | a8 чёрная ладья · d8 чёрный ферзь · e8 чёрный король · f8 чёрный слон · h8 чёрная ладья · a7 чёрная пешка · b7 чёрная пешка · d7 чёрный слон · e7 чёрный конь · f7 чёрная пешка · g7 чёрная пешка · h7 чёрная пешка · d6 белый конь · d5 белая пешка · e5 чёрная пешка · c3 белая пешка · a2 белая пешка · b2 белая пешка · f2 белая пешка · g2 белая пешка · h2 белая пешка · a1 белая ладья · c1 белый слон · d1 белый ферзь · e1 белый король · f1 белый слон · h1 белая ладья | 7 |
| 6 | a8 чёрная ладья · d8 чёрный ферзь · e8 чёрный король · f8 чёрный слон · h8 чёрная ладья · a7 чёрная пешка · b7 чёрная пешка · d7 чёрный слон · e7 чёрный конь · f7 чёрная пешка · g7 чёрная пешка · h7 чёрная пешка · d6 белый конь · d5 белая пешка · e5 чёрная пешка · c3 белая пешка · a2 белая пешка · b2 белая пешка · f2 белая пешка · g2 белая пешка · h2 белая пешка · a1 белая ладья · c1 белый слон · d1 белый ферзь · e1 белый король · f1 белый слон · h1 белая ладья | a8 чёрная ладья · d8 чёрный ферзь · e8 чёрный король · f8 чёрный слон · h8 чёрная ладья · a7 чёрная пешка · b7 чёрная пешка · d7 чёрный слон · e7 чёрный конь · f7 чёрная пешка · g7 чёрная пешка · h7 чёрная пешка · d6 белый конь · d5 белая пешка · e5 чёрная пешка · c3 белая пешка · a2 белая пешка · b2 белая пешка · f2 белая пешка · g2 белая пешка · h2 белая пешка · a1 белая ладья · c1 белый слон · d1 белый ферзь · e1 белый король · f1 белый слон · h1 белая ладья | a8 чёрная ладья · d8 чёрный ферзь · e8 чёрный король · f8 чёрный слон · h8 чёрная ладья · a7 чёрная пешка · b7 чёрная пешка · d7 чёрный слон · e7 чёрный конь · f7 чёрная пешка · g7 чёрная пешка · h7 чёрная пешка · d6 белый конь · d5 белая пешка · e5 чёрная пешка · c3 белая пешка · a2 белая пешка · b2 белая пешка · f2 белая пешка · g2 белая пешка · h2 белая пешка · a1 белая ладья · c1 белый слон · d1 белый ферзь · e1 белый король · f1 белый слон · h1 белая ладья | a8 чёрная ладья · d8 чёрный ферзь · e8 чёрный король · f8 чёрный слон · h8 чёрная ладья · a7 чёрная пешка · b7 чёрная пешка · d7 чёрный слон · e7 чёрный конь · f7 чёрная пешка · g7 чёрная пешка · h7 чёрная пешка · d6 белый конь · d5 белая пешка · e5 чёрная пешка · c3 белая пешка · a2 белая пешка · b2 белая пешка · f2 белая пешка · g2 белая пешка · h2 белая пешка · a1 белая ладья · c1 белый слон · d1 белый ферзь · e1 белый король · f1 белый слон · h1 белая ладья | a8 чёрная ладья · d8 чёрный ферзь · e8 чёрный король · f8 чёрный слон · h8 чёрная ладья · a7 чёрная пешка · b7 чёрная пешка · d7 чёрный слон · e7 чёрный конь · f7 чёрная пешка · g7 чёрная пешка · h7 чёрная пешка · d6 белый конь · d5 белая пешка · e5 чёрная пешка · c3 белая пешка · a2 белая пешка · b2 белая пешка · f2 белая пешка · g2 белая пешка · h2 белая пешка · a1 белая ладья · c1 белый слон · d1 белый ферзь · e1 белый король · f1 белый слон · h1 белая ладья | a8 чёрная ладья · d8 чёрный ферзь · e8 чёрный король · f8 чёрный слон · h8 чёрная ладья · a7 чёрная пешка · b7 чёрная пешка · d7 чёрный слон · e7 чёрный конь · f7 чёрная пешка · g7 чёрная пешка · h7 чёрная пешка · d6 белый конь · d5 белая пешка · e5 чёрная пешка · c3 белая пешка · a2 белая пешка · b2 белая пешка · f2 белая пешка · g2 белая пешка · h2 белая пешка · a1 белая ладья · c1 белый слон · d1 белый ферзь · e1 белый король · f1 белый слон · h1 белая ладья | a8 чёрная ладья · d8 чёрный ферзь · e8 чёрный король · f8 чёрный слон · h8 чёрная ладья · a7 чёрная пешка · b7 чёрная пешка · d7 чёрный слон · e7 чёрный конь · f7 чёрная пешка · g7 чёрная пешка · h7 чёрная пешка · d6 белый конь · d5 белая пешка · e5 чёрная пешка · c3 белая пешка · a2 белая пешка · b2 белая пешка · f2 белая пешка · g2 белая пешка · h2 белая пешка · a1 белая ладья · c1 белый слон · d1 белый ферзь · e1 белый король · f1 белый слон · h1 белая ладья | a8 чёрная ладья · d8 чёрный ферзь · e8 чёрный король · f8 чёрный слон · h8 чёрная ладья · a7 чёрная пешка · b7 чёрная пешка · d7 чёрный слон · e7 чёрный конь · f7 чёрная пешка · g7 чёрная пешка · h7 чёрная пешка · d6 белый конь · d5 белая пешка · e5 чёрная пешка · c3 белая пешка · a2 белая пешка · b2 белая пешка · f2 белая пешка · g2 белая пешка · h2 белая пешка · a1 белая ладья · c1 белый слон · d1 белый ферзь · e1 белый король · f1 белый слон · h1 белая ладья | 6 |
| 5 | a8 чёрная ладья · d8 чёрный ферзь · e8 чёрный король · f8 чёрный слон · h8 чёрная ладья · a7 чёрная пешка · b7 чёрная пешка · d7 чёрный слон · e7 чёрный конь · f7 чёрная пешка · g7 чёрная пешка · h7 чёрная пешка · d6 белый конь · d5 белая пешка · e5 чёрная пешка · c3 белая пешка · a2 белая пешка · b2 белая пешка · f2 белая пешка · g2 белая пешка · h2 белая пешка · a1 белая ладья · c1 белый слон · d1 белый ферзь · e1 белый король · f1 белый слон · h1 белая ладья | a8 чёрная ладья · d8 чёрный ферзь · e8 чёрный король · f8 чёрный слон · h8 чёрная ладья · a7 чёрная пешка · b7 чёрная пешка · d7 чёрный слон · e7 чёрный конь · f7 чёрная пешка · g7 чёрная пешка · h7 чёрная пешка · d6 белый конь · d5 белая пешка · e5 чёрная пешка · c3 белая пешка · a2 белая пешка · b2 белая пешка · f2 белая пешка · g2 белая пешка · h2 белая пешка · a1 белая ладья · c1 белый слон · d1 белый ферзь · e1 белый король · f1 белый слон · h1 белая ладья | a8 чёрная ладья · d8 чёрный ферзь · e8 чёрный король · f8 чёрный слон · h8 чёрная ладья · a7 чёрная пешка · b7 чёрная пешка · d7 чёрный слон · e7 чёрный конь · f7 чёрная пешка · g7 чёрная пешка · h7 чёрная пешка · d6 белый конь · d5 белая пешка · e5 чёрная пешка · c3 белая пешка · a2 белая пешка · b2 белая пешка · f2 белая пешка · g2 белая пешка · h2 белая пешка · a1 белая ладья · c1 белый слон · d1 белый ферзь · e1 белый король · f1 белый слон · h1 белая ладья | a8 чёрная ладья · d8 чёрный ферзь · e8 чёрный король · f8 чёрный слон · h8 чёрная ладья · a7 чёрная пешка · b7 чёрная пешка · d7 чёрный слон · e7 чёрный конь · f7 чёрная пешка · g7 чёрная пешка · h7 чёрная пешка · d6 белый конь · d5 белая пешка · e5 чёрная пешка · c3 белая пешка · a2 белая пешка · b2 белая пешка · f2 белая пешка · g2 белая пешка · h2 белая пешка · a1 белая ладья · c1 белый слон · d1 белый ферзь · e1 белый король · f1 белый слон · h1 белая ладья | a8 чёрная ладья · d8 чёрный ферзь · e8 чёрный король · f8 чёрный слон · h8 чёрная ладья · a7 чёрная пешка · b7 чёрная пешка · d7 чёрный слон · e7 чёрный конь · f7 чёрная пешка · g7 чёрная пешка · h7 чёрная пешка · d6 белый конь · d5 белая пешка · e5 чёрная пешка · c3 белая пешка · a2 белая пешка · b2 белая пешка · f2 белая пешка · g2 белая пешка · h2 белая пешка · a1 белая ладья · c1 белый слон · d1 белый ферзь · e1 белый король · f1 белый слон · h1 белая ладья | a8 чёрная ладья · d8 чёрный ферзь · e8 чёрный король · f8 чёрный слон · h8 чёрная ладья · a7 чёрная пешка · b7 чёрная пешка · d7 чёрный слон · e7 чёрный конь · f7 чёрная пешка · g7 чёрная пешка · h7 чёрная пешка · d6 белый конь · d5 белая пешка · e5 чёрная пешка · c3 белая пешка · a2 белая пешка · b2 белая пешка · f2 белая пешка · g2 белая пешка · h2 белая пешка · a1 белая ладья · c1 белый слон · d1 белый ферзь · e1 белый король · f1 белый слон · h1 белая ладья | a8 чёрная ладья · d8 чёрный ферзь · e8 чёрный король · f8 чёрный слон · h8 чёрная ладья · a7 чёрная пешка · b7 чёрная пешка · d7 чёрный слон · e7 чёрный конь · f7 чёрная пешка · g7 чёрная пешка · h7 чёрная пешка · d6 белый конь · d5 белая пешка · e5 чёрная пешка · c3 белая пешка · a2 белая пешка · b2 белая пешка · f2 белая пешка · g2 белая пешка · h2 белая пешка · a1 белая ладья · c1 белый слон · d1 белый ферзь · e1 белый король · f1 белый слон · h1 белая ладья | a8 чёрная ладья · d8 чёрный ферзь · e8 чёрный король · f8 чёрный слон · h8 чёрная ладья · a7 чёрная пешка · b7 чёрная пешка · d7 чёрный слон · e7 чёрный конь · f7 чёрная пешка · g7 чёрная пешка · h7 чёрная пешка · d6 белый конь · d5 белая пешка · e5 чёрная пешка · c3 белая пешка · a2 белая пешка · b2 белая пешка · f2 белая пешка · g2 белая пешка · h2 белая пешка · a1 белая ладья · c1 белый слон · d1 белый ферзь · e1 белый король · f1 белый слон · h1 белая ладья | 5 |
| 4 | a8 чёрная ладья · d8 чёрный ферзь · e8 чёрный король · f8 чёрный слон · h8 чёрная ладья · a7 чёрная пешка · b7 чёрная пешка · d7 чёрный слон · e7 чёрный конь · f7 чёрная пешка · g7 чёрная пешка · h7 чёрная пешка · d6 белый конь · d5 белая пешка · e5 чёрная пешка · c3 белая пешка · a2 белая пешка · b2 белая пешка · f2 белая пешка · g2 белая пешка · h2 белая пешка · a1 белая ладья · c1 белый слон · d1 белый ферзь · e1 белый король · f1 белый слон · h1 белая ладья | a8 чёрная ладья · d8 чёрный ферзь · e8 чёрный король · f8 чёрный слон · h8 чёрная ладья · a7 чёрная пешка · b7 чёрная пешка · d7 чёрный слон · e7 чёрный конь · f7 чёрная пешка · g7 чёрная пешка · h7 чёрная пешка · d6 белый конь · d5 белая пешка · e5 чёрная пешка · c3 белая пешка · a2 белая пешка · b2 белая пешка · f2 белая пешка · g2 белая пешка · h2 белая пешка · a1 белая ладья · c1 белый слон · d1 белый ферзь · e1 белый король · f1 белый слон · h1 белая ладья | a8 чёрная ладья · d8 чёрный ферзь · e8 чёрный король · f8 чёрный слон · h8 чёрная ладья · a7 чёрная пешка · b7 чёрная пешка · d7 чёрный слон · e7 чёрный конь · f7 чёрная пешка · g7 чёрная пешка · h7 чёрная пешка · d6 белый конь · d5 белая пешка · e5 чёрная пешка · c3 белая пешка · a2 белая пешка · b2 белая пешка · f2 белая пешка · g2 белая пешка · h2 белая пешка · a1 белая ладья · c1 белый слон · d1 белый ферзь · e1 белый король · f1 белый слон · h1 белая ладья | a8 чёрная ладья · d8 чёрный ферзь · e8 чёрный король · f8 чёрный слон · h8 чёрная ладья · a7 чёрная пешка · b7 чёрная пешка · d7 чёрный слон · e7 чёрный конь · f7 чёрная пешка · g7 чёрная пешка · h7 чёрная пешка · d6 белый конь · d5 белая пешка · e5 чёрная пешка · c3 белая пешка · a2 белая пешка · b2 белая пешка · f2 белая пешка · g2 белая пешка · h2 белая пешка · a1 белая ладья · c1 белый слон · d1 белый ферзь · e1 белый король · f1 белый слон · h1 белая ладья | a8 чёрная ладья · d8 чёрный ферзь · e8 чёрный король · f8 чёрный слон · h8 чёрная ладья · a7 чёрная пешка · b7 чёрная пешка · d7 чёрный слон · e7 чёрный конь · f7 чёрная пешка · g7 чёрная пешка · h7 чёрная пешка · d6 белый конь · d5 белая пешка · e5 чёрная пешка · c3 белая пешка · a2 белая пешка · b2 белая пешка · f2 белая пешка · g2 белая пешка · h2 белая пешка · a1 белая ладья · c1 белый слон · d1 белый ферзь · e1 белый король · f1 белый слон · h1 белая ладья | a8 чёрная ладья · d8 чёрный ферзь · e8 чёрный король · f8 чёрный слон · h8 чёрная ладья · a7 чёрная пешка · b7 чёрная пешка · d7 чёрный слон · e7 чёрный конь · f7 чёрная пешка · g7 чёрная пешка · h7 чёрная пешка · d6 белый конь · d5 белая пешка · e5 чёрная пешка · c3 белая пешка · a2 белая пешка · b2 белая пешка · f2 белая пешка · g2 белая пешка · h2 белая пешка · a1 белая ладья · c1 белый слон · d1 белый ферзь · e1 белый король · f1 белый слон · h1 белая ладья | a8 чёрная ладья · d8 чёрный ферзь · e8 чёрный король · f8 чёрный слон · h8 чёрная ладья · a7 чёрная пешка · b7 чёрная пешка · d7 чёрный слон · e7 чёрный конь · f7 чёрная пешка · g7 чёрная пешка · h7 чёрная пешка · d6 белый конь · d5 белая пешка · e5 чёрная пешка · c3 белая пешка · a2 белая пешка · b2 белая пешка · f2 белая пешка · g2 белая пешка · h2 белая пешка · a1 белая ладья · c1 белый слон · d1 белый ферзь · e1 белый король · f1 белый слон · h1 белая ладья | a8 чёрная ладья · d8 чёрный ферзь · e8 чёрный король · f8 чёрный слон · h8 чёрная ладья · a7 чёрная пешка · b7 чёрная пешка · d7 чёрный слон · e7 чёрный конь · f7 чёрная пешка · g7 чёрная пешка · h7 чёрная пешка · d6 белый конь · d5 белая пешка · e5 чёрная пешка · c3 белая пешка · a2 белая пешка · b2 белая пешка · f2 белая пешка · g2 белая пешка · h2 белая пешка · a1 белая ладья · c1 белый слон · d1 белый ферзь · e1 белый король · f1 белый слон · h1 белая ладья | 4 |
| 3 | a8 чёрная ладья · d8 чёрный ферзь · e8 чёрный король · f8 чёрный слон · h8 чёрная ладья · a7 чёрная пешка · b7 чёрная пешка · d7 чёрный слон · e7 чёрный конь · f7 чёрная пешка · g7 чёрная пешка · h7 чёрная пешка · d6 белый конь · d5 белая пешка · e5 чёрная пешка · c3 белая пешка · a2 белая пешка · b2 белая пешка · f2 белая пешка · g2 белая пешка · h2 белая пешка · a1 белая ладья · c1 белый слон · d1 белый ферзь · e1 белый король · f1 белый слон · h1 белая ладья | a8 чёрная ладья · d8 чёрный ферзь · e8 чёрный король · f8 чёрный слон · h8 чёрная ладья · a7 чёрная пешка · b7 чёрная пешка · d7 чёрный слон · e7 чёрный конь · f7 чёрная пешка · g7 чёрная пешка · h7 чёрная пешка · d6 белый конь · d5 белая пешка · e5 чёрная пешка · c3 белая пешка · a2 белая пешка · b2 белая пешка · f2 белая пешка · g2 белая пешка · h2 белая пешка · a1 белая ладья · c1 белый слон · d1 белый ферзь · e1 белый король · f1 белый слон · h1 белая ладья | a8 чёрная ладья · d8 чёрный ферзь · e8 чёрный король · f8 чёрный слон · h8 чёрная ладья · a7 чёрная пешка · b7 чёрная пешка · d7 чёрный слон · e7 чёрный конь · f7 чёрная пешка · g7 чёрная пешка · h7 чёрная пешка · d6 белый конь · d5 белая пешка · e5 чёрная пешка · c3 белая пешка · a2 белая пешка · b2 белая пешка · f2 белая пешка · g2 белая пешка · h2 белая пешка · a1 белая ладья · c1 белый слон · d1 белый ферзь · e1 белый король · f1 белый слон · h1 белая ладья | a8 чёрная ладья · d8 чёрный ферзь · e8 чёрный король · f8 чёрный слон · h8 чёрная ладья · a7 чёрная пешка · b7 чёрная пешка · d7 чёрный слон · e7 чёрный конь · f7 чёрная пешка · g7 чёрная пешка · h7 чёрная пешка · d6 белый конь · d5 белая пешка · e5 чёрная пешка · c3 белая пешка · a2 белая пешка · b2 белая пешка · f2 белая пешка · g2 белая пешка · h2 белая пешка · a1 белая ладья · c1 белый слон · d1 белый ферзь · e1 белый король · f1 белый слон · h1 белая ладья | a8 чёрная ладья · d8 чёрный ферзь · e8 чёрный король · f8 чёрный слон · h8 чёрная ладья · a7 чёрная пешка · b7 чёрная пешка · d7 чёрный слон · e7 чёрный конь · f7 чёрная пешка · g7 чёрная пешка · h7 чёрная пешка · d6 белый конь · d5 белая пешка · e5 чёрная пешка · c3 белая пешка · a2 белая пешка · b2 белая пешка · f2 белая пешка · g2 белая пешка · h2 белая пешка · a1 белая ладья · c1 белый слон · d1 белый ферзь · e1 белый король · f1 белый слон · h1 белая ладья | a8 чёрная ладья · d8 чёрный ферзь · e8 чёрный король · f8 чёрный слон · h8 чёрная ладья · a7 чёрная пешка · b7 чёрная пешка · d7 чёрный слон · e7 чёрный конь · f7 чёрная пешка · g7 чёрная пешка · h7 чёрная пешка · d6 белый конь · d5 белая пешка · e5 чёрная пешка · c3 белая пешка · a2 белая пешка · b2 белая пешка · f2 белая пешка · g2 белая пешка · h2 белая пешка · a1 белая ладья · c1 белый слон · d1 белый ферзь · e1 белый король · f1 белый слон · h1 белая ладья | a8 чёрная ладья · d8 чёрный ферзь · e8 чёрный король · f8 чёрный слон · h8 чёрная ладья · a7 чёрная пешка · b7 чёрная пешка · d7 чёрный слон · e7 чёрный конь · f7 чёрная пешка · g7 чёрная пешка · h7 чёрная пешка · d6 белый конь · d5 белая пешка · e5 чёрная пешка · c3 белая пешка · a2 белая пешка · b2 белая пешка · f2 белая пешка · g2 белая пешка · h2 белая пешка · a1 белая ладья · c1 белый слон · d1 белый ферзь · e1 белый король · f1 белый слон · h1 белая ладья | a8 чёрная ладья · d8 чёрный ферзь · e8 чёрный король · f8 чёрный слон · h8 чёрная ладья · a7 чёрная пешка · b7 чёрная пешка · d7 чёрный слон · e7 чёрный конь · f7 чёрная пешка · g7 чёрная пешка · h7 чёрная пешка · d6 белый конь · d5 белая пешка · e5 чёрная пешка · c3 белая пешка · a2 белая пешка · b2 белая пешка · f2 белая пешка · g2 белая пешка · h2 белая пешка · a1 белая ладья · c1 белый слон · d1 белый ферзь · e1 белый король · f1 белый слон · h1 белая ладья | 3 |
| 2 | a8 чёрная ладья · d8 чёрный ферзь · e8 чёрный король · f8 чёрный слон · h8 чёрная ладья · a7 чёрная пешка · b7 чёрная пешка · d7 чёрный слон · e7 чёрный конь · f7 чёрная пешка · g7 чёрная пешка · h7 чёрная пешка · d6 белый конь · d5 белая пешка · e5 чёрная пешка · c3 белая пешка · a2 белая пешка · b2 белая пешка · f2 белая пешка · g2 белая пешка · h2 белая пешка · a1 белая ладья · c1 белый слон · d1 белый ферзь · e1 белый король · f1 белый слон · h1 белая ладья | a8 чёрная ладья · d8 чёрный ферзь · e8 чёрный король · f8 чёрный слон · h8 чёрная ладья · a7 чёрная пешка · b7 чёрная пешка · d7 чёрный слон · e7 чёрный конь · f7 чёрная пешка · g7 чёрная пешка · h7 чёрная пешка · d6 белый конь · d5 белая пешка · e5 чёрная пешка · c3 белая пешка · a2 белая пешка · b2 белая пешка · f2 белая пешка · g2 белая пешка · h2 белая пешка · a1 белая ладья · c1 белый слон · d1 белый ферзь · e1 белый король · f1 белый слон · h1 белая ладья | a8 чёрная ладья · d8 чёрный ферзь · e8 чёрный король · f8 чёрный слон · h8 чёрная ладья · a7 чёрная пешка · b7 чёрная пешка · d7 чёрный слон · e7 чёрный конь · f7 чёрная пешка · g7 чёрная пешка · h7 чёрная пешка · d6 белый конь · d5 белая пешка · e5 чёрная пешка · c3 белая пешка · a2 белая пешка · b2 белая пешка · f2 белая пешка · g2 белая пешка · h2 белая пешка · a1 белая ладья · c1 белый слон · d1 белый ферзь · e1 белый король · f1 белый слон · h1 белая ладья | a8 чёрная ладья · d8 чёрный ферзь · e8 чёрный король · f8 чёрный слон · h8 чёрная ладья · a7 чёрная пешка · b7 чёрная пешка · d7 чёрный слон · e7 чёрный конь · f7 чёрная пешка · g7 чёрная пешка · h7 чёрная пешка · d6 белый конь · d5 белая пешка · e5 чёрная пешка · c3 белая пешка · a2 белая пешка · b2 белая пешка · f2 белая пешка · g2 белая пешка · h2 белая пешка · a1 белая ладья · c1 белый слон · d1 белый ферзь · e1 белый король · f1 белый слон · h1 белая ладья | a8 чёрная ладья · d8 чёрный ферзь · e8 чёрный король · f8 чёрный слон · h8 чёрная ладья · a7 чёрная пешка · b7 чёрная пешка · d7 чёрный слон · e7 чёрный конь · f7 чёрная пешка · g7 чёрная пешка · h7 чёрная пешка · d6 белый конь · d5 белая пешка · e5 чёрная пешка · c3 белая пешка · a2 белая пешка · b2 белая пешка · f2 белая пешка · g2 белая пешка · h2 белая пешка · a1 белая ладья · c1 белый слон · d1 белый ферзь · e1 белый король · f1 белый слон · h1 белая ладья | a8 чёрная ладья · d8 чёрный ферзь · e8 чёрный король · f8 чёрный слон · h8 чёрная ладья · a7 чёрная пешка · b7 чёрная пешка · d7 чёрный слон · e7 чёрный конь · f7 чёрная пешка · g7 чёрная пешка · h7 чёрная пешка · d6 белый конь · d5 белая пешка · e5 чёрная пешка · c3 белая пешка · a2 белая пешка · b2 белая пешка · f2 белая пешка · g2 белая пешка · h2 белая пешка · a1 белая ладья · c1 белый слон · d1 белый ферзь · e1 белый король · f1 белый слон · h1 белая ладья | a8 чёрная ладья · d8 чёрный ферзь · e8 чёрный король · f8 чёрный слон · h8 чёрная ладья · a7 чёрная пешка · b7 чёрная пешка · d7 чёрный слон · e7 чёрный конь · f7 чёрная пешка · g7 чёрная пешка · h7 чёрная пешка · d6 белый конь · d5 белая пешка · e5 чёрная пешка · c3 белая пешка · a2 белая пешка · b2 белая пешка · f2 белая пешка · g2 белая пешка · h2 белая пешка · a1 белая ладья · c1 белый слон · d1 белый ферзь · e1 белый король · f1 белый слон · h1 белая ладья | a8 чёрная ладья · d8 чёрный ферзь · e8 чёрный король · f8 чёрный слон · h8 чёрная ладья · a7 чёрная пешка · b7 чёрная пешка · d7 чёрный слон · e7 чёрный конь · f7 чёрная пешка · g7 чёрная пешка · h7 чёрная пешка · d6 белый конь · d5 белая пешка · e5 чёрная пешка · c3 белая пешка · a2 белая пешка · b2 белая пешка · f2 белая пешка · g2 белая пешка · h2 белая пешка · a1 белая ладья · c1 белый слон · d1 белый ферзь · e1 белый король · f1 белый слон · h1 белая ладья | 2 |
| 1 | a8 чёрная ладья · d8 чёрный ферзь · e8 чёрный король · f8 чёрный слон · h8 чёрная ладья · a7 чёрная пешка · b7 чёрная пешка · d7 чёрный слон · e7 чёрный конь · f7 чёрная пешка · g7 чёрная пешка · h7 чёрная пешка · d6 белый конь · d5 белая пешка · e5 чёрная пешка · c3 белая пешка · a2 белая пешка · b2 белая пешка · f2 белая пешка · g2 белая пешка · h2 белая пешка · a1 белая ладья · c1 белый слон · d1 белый ферзь · e1 белый король · f1 белый слон · h1 белая ладья | a8 чёрная ладья · d8 чёрный ферзь · e8 чёрный король · f8 чёрный слон · h8 чёрная ладья · a7 чёрная пешка · b7 чёрная пешка · d7 чёрный слон · e7 чёрный конь · f7 чёрная пешка · g7 чёрная пешка · h7 чёрная пешка · d6 белый конь · d5 белая пешка · e5 чёрная пешка · c3 белая пешка · a2 белая пешка · b2 белая пешка · f2 белая пешка · g2 белая пешка · h2 белая пешка · a1 белая ладья · c1 белый слон · d1 белый ферзь · e1 белый король · f1 белый слон · h1 белая ладья | a8 чёрная ладья · d8 чёрный ферзь · e8 чёрный король · f8 чёрный слон · h8 чёрная ладья · a7 чёрная пешка · b7 чёрная пешка · d7 чёрный слон · e7 чёрный конь · f7 чёрная пешка · g7 чёрная пешка · h7 чёрная пешка · d6 белый конь · d5 белая пешка · e5 чёрная пешка · c3 белая пешка · a2 белая пешка · b2 белая пешка · f2 белая пешка · g2 белая пешка · h2 белая пешка · a1 белая ладья · c1 белый слон · d1 белый ферзь · e1 белый король · f1 белый слон · h1 белая ладья | a8 чёрная ладья · d8 чёрный ферзь · e8 чёрный король · f8 чёрный слон · h8 чёрная ладья · a7 чёрная пешка · b7 чёрная пешка · d7 чёрный слон · e7 чёрный конь · f7 чёрная пешка · g7 чёрная пешка · h7 чёрная пешка · d6 белый конь · d5 белая пешка · e5 чёрная пешка · c3 белая пешка · a2 белая пешка · b2 белая пешка · f2 белая пешка · g2 белая пешка · h2 белая пешка · a1 белая ладья · c1 белый слон · d1 белый ферзь · e1 белый король · f1 белый слон · h1 белая ладья | a8 чёрная ладья · d8 чёрный ферзь · e8 чёрный король · f8 чёрный слон · h8 чёрная ладья · a7 чёрная пешка · b7 чёрная пешка · d7 чёрный слон · e7 чёрный конь · f7 чёрная пешка · g7 чёрная пешка · h7 чёрная пешка · d6 белый конь · d5 белая пешка · e5 чёрная пешка · c3 белая пешка · a2 белая пешка · b2 белая пешка · f2 белая пешка · g2 белая пешка · h2 белая пешка · a1 белая ладья · c1 белый слон · d1 белый ферзь · e1 белый король · f1 белый слон · h1 белая ладья | a8 чёрная ладья · d8 чёрный ферзь · e8 чёрный король · f8 чёрный слон · h8 чёрная ладья · a7 чёрная пешка · b7 чёрная пешка · d7 чёрный слон · e7 чёрный конь · f7 чёрная пешка · g7 чёрная пешка · h7 чёрная пешка · d6 белый конь · d5 белая пешка · e5 чёрная пешка · c3 белая пешка · a2 белая пешка · b2 белая пешка · f2 белая пешка · g2 белая пешка · h2 белая пешка · a1 белая ладья · c1 белый слон · d1 белый ферзь · e1 белый король · f1 белый слон · h1 белая ладья | a8 чёрная ладья · d8 чёрный ферзь · e8 чёрный король · f8 чёрный слон · h8 чёрная ладья · a7 чёрная пешка · b7 чёрная пешка · d7 чёрный слон · e7 чёрный конь · f7 чёрная пешка · g7 чёрная пешка · h7 чёрная пешка · d6 белый конь · d5 белая пешка · e5 чёрная пешка · c3 белая пешка · a2 белая пешка · b2 белая пешка · f2 белая пешка · g2 белая пешка · h2 белая пешка · a1 белая ладья · c1 белый слон · d1 белый ферзь · e1 белый король · f1 белый слон · h1 белая ладья | a8 чёрная ладья · d8 чёрный ферзь · e8 чёрный король · f8 чёрный слон · h8 чёрная ладья · a7 чёрная пешка · b7 чёрная пешка · d7 чёрный слон · e7 чёрный конь · f7 чёрная пешка · g7 чёрная пешка · h7 чёрная пешка · d6 белый конь · d5 белая пешка · e5 чёрная пешка · c3 белая пешка · a2 белая пешка · b2 белая пешка · f2 белая пешка · g2 белая пешка · h2 белая пешка · a1 белая ладья · c1 белый слон · d1 белый ферзь · e1 белый король · f1 белый слон · h1 белая ладья | 1 |
|   | a | b | c | d | e | f | g | h |   |

- Грантер — Хейли (Шотландия, 1984)

1. e4 c5 2. Кf3 Кc6 3. d4 cd 4. К:d4 e5 5. Кb5 Кge7?? 6. Кd6#
|   | a | b | c | d | e | f | g | h |   |
| - | --- | --- | --- | --- | --- | --- | --- | --- | - |
| 8 | a8 чёрная ладья · c8 чёрный слон · d8 чёрный ферзь · e8 чёрный король · f8 чёрный слон · h8 чёрная ладья · a7 чёрная пешка · b7 чёрная пешка · d7 чёрная пешка · e7 чёрный конь · f7 чёрная пешка · g7 чёрная пешка · h7 чёрная пешка · c6 чёрный конь · d6 белый конь · e5 чёрная пешка · e4 белая пешка · a2 белая пешка · b2 белая пешка · c2 белая пешка · f2 белая пешка · g2 белая пешка · h2 белая пешка · a1 белая ладья · b1 белый конь · c1 белый слон · d1 белый ферзь · e1 белый король · f1 белый слон · h1 белая ладья | a8 чёрная ладья · c8 чёрный слон · d8 чёрный ферзь · e8 чёрный король · f8 чёрный слон · h8 чёрная ладья · a7 чёрная пешка · b7 чёрная пешка · d7 чёрная пешка · e7 чёрный конь · f7 чёрная пешка · g7 чёрная пешка · h7 чёрная пешка · c6 чёрный конь · d6 белый конь · e5 чёрная пешка · e4 белая пешка · a2 белая пешка · b2 белая пешка · c2 белая пешка · f2 белая пешка · g2 белая пешка · h2 белая пешка · a1 белая ладья · b1 белый конь · c1 белый слон · d1 белый ферзь · e1 белый король · f1 белый слон · h1 белая ладья | a8 чёрная ладья · c8 чёрный слон · d8 чёрный ферзь · e8 чёрный король · f8 чёрный слон · h8 чёрная ладья · a7 чёрная пешка · b7 чёрная пешка · d7 чёрная пешка · e7 чёрный конь · f7 чёрная пешка · g7 чёрная пешка · h7 чёрная пешка · c6 чёрный конь · d6 белый конь · e5 чёрная пешка · e4 белая пешка · a2 белая пешка · b2 белая пешка · c2 белая пешка · f2 белая пешка · g2 белая пешка · h2 белая пешка · a1 белая ладья · b1 белый конь · c1 белый слон · d1 белый ферзь · e1 белый король · f1 белый слон · h1 белая ладья | a8 чёрная ладья · c8 чёрный слон · d8 чёрный ферзь · e8 чёрный король · f8 чёрный слон · h8 чёрная ладья · a7 чёрная пешка · b7 чёрная пешка · d7 чёрная пешка · e7 чёрный конь · f7 чёрная пешка · g7 чёрная пешка · h7 чёрная пешка · c6 чёрный конь · d6 белый конь · e5 чёрная пешка · e4 белая пешка · a2 белая пешка · b2 белая пешка · c2 белая пешка · f2 белая пешка · g2 белая пешка · h2 белая пешка · a1 белая ладья · b1 белый конь · c1 белый слон · d1 белый ферзь · e1 белый король · f1 белый слон · h1 белая ладья | a8 чёрная ладья · c8 чёрный слон · d8 чёрный ферзь · e8 чёрный король · f8 чёрный слон · h8 чёрная ладья · a7 чёрная пешка · b7 чёрная пешка · d7 чёрная пешка · e7 чёрный конь · f7 чёрная пешка · g7 чёрная пешка · h7 чёрная пешка · c6 чёрный конь · d6 белый конь · e5 чёрная пешка · e4 белая пешка · a2 белая пешка · b2 белая пешка · c2 белая пешка · f2 белая пешка · g2 белая пешка · h2 белая пешка · a1 белая ладья · b1 белый конь · c1 белый слон · d1 белый ферзь · e1 белый король · f1 белый слон · h1 белая ладья | a8 чёрная ладья · c8 чёрный слон · d8 чёрный ферзь · e8 чёрный король · f8 чёрный слон · h8 чёрная ладья · a7 чёрная пешка · b7 чёрная пешка · d7 чёрная пешка · e7 чёрный конь · f7 чёрная пешка · g7 чёрная пешка · h7 чёрная пешка · c6 чёрный конь · d6 белый конь · e5 чёрная пешка · e4 белая пешка · a2 белая пешка · b2 белая пешка · c2 белая пешка · f2 белая пешка · g2 белая пешка · h2 белая пешка · a1 белая ладья · b1 белый конь · c1 белый слон · d1 белый ферзь · e1 белый король · f1 белый слон · h1 белая ладья | a8 чёрная ладья · c8 чёрный слон · d8 чёрный ферзь · e8 чёрный король · f8 чёрный слон · h8 чёрная ладья · a7 чёрная пешка · b7 чёрная пешка · d7 чёрная пешка · e7 чёрный конь · f7 чёрная пешка · g7 чёрная пешка · h7 чёрная пешка · c6 чёрный конь · d6 белый конь · e5 чёрная пешка · e4 белая пешка · a2 белая пешка · b2 белая пешка · c2 белая пешка · f2 белая пешка · g2 белая пешка · h2 белая пешка · a1 белая ладья · b1 белый конь · c1 белый слон · d1 белый ферзь · e1 белый король · f1 белый слон · h1 белая ладья | a8 чёрная ладья · c8 чёрный слон · d8 чёрный ферзь · e8 чёрный король · f8 чёрный слон · h8 чёрная ладья · a7 чёрная пешка · b7 чёрная пешка · d7 чёрная пешка · e7 чёрный конь · f7 чёрная пешка · g7 чёрная пешка · h7 чёрная пешка · c6 чёрный конь · d6 белый конь · e5 чёрная пешка · e4 белая пешка · a2 белая пешка · b2 белая пешка · c2 белая пешка · f2 белая пешка · g2 белая пешка · h2 белая пешка · a1 белая ладья · b1 белый конь · c1 белый слон · d1 белый ферзь · e1 белый король · f1 белый слон · h1 белая ладья | 8 |
| 7 | a8 чёрная ладья · c8 чёрный слон · d8 чёрный ферзь · e8 чёрный король · f8 чёрный слон · h8 чёрная ладья · a7 чёрная пешка · b7 чёрная пешка · d7 чёрная пешка · e7 чёрный конь · f7 чёрная пешка · g7 чёрная пешка · h7 чёрная пешка · c6 чёрный конь · d6 белый конь · e5 чёрная пешка · e4 белая пешка · a2 белая пешка · b2 белая пешка · c2 белая пешка · f2 белая пешка · g2 белая пешка · h2 белая пешка · a1 белая ладья · b1 белый конь · c1 белый слон · d1 белый ферзь · e1 белый король · f1 белый слон · h1 белая ладья | a8 чёрная ладья · c8 чёрный слон · d8 чёрный ферзь · e8 чёрный король · f8 чёрный слон · h8 чёрная ладья · a7 чёрная пешка · b7 чёрная пешка · d7 чёрная пешка · e7 чёрный конь · f7 чёрная пешка · g7 чёрная пешка · h7 чёрная пешка · c6 чёрный конь · d6 белый конь · e5 чёрная пешка · e4 белая пешка · a2 белая пешка · b2 белая пешка · c2 белая пешка · f2 белая пешка · g2 белая пешка · h2 белая пешка · a1 белая ладья · b1 белый конь · c1 белый слон · d1 белый ферзь · e1 белый король · f1 белый слон · h1 белая ладья | a8 чёрная ладья · c8 чёрный слон · d8 чёрный ферзь · e8 чёрный король · f8 чёрный слон · h8 чёрная ладья · a7 чёрная пешка · b7 чёрная пешка · d7 чёрная пешка · e7 чёрный конь · f7 чёрная пешка · g7 чёрная пешка · h7 чёрная пешка · c6 чёрный конь · d6 белый конь · e5 чёрная пешка · e4 белая пешка · a2 белая пешка · b2 белая пешка · c2 белая пешка · f2 белая пешка · g2 белая пешка · h2 белая пешка · a1 белая ладья · b1 белый конь · c1 белый слон · d1 белый ферзь · e1 белый король · f1 белый слон · h1 белая ладья | a8 чёрная ладья · c8 чёрный слон · d8 чёрный ферзь · e8 чёрный король · f8 чёрный слон · h8 чёрная ладья · a7 чёрная пешка · b7 чёрная пешка · d7 чёрная пешка · e7 чёрный конь · f7 чёрная пешка · g7 чёрная пешка · h7 чёрная пешка · c6 чёрный конь · d6 белый конь · e5 чёрная пешка · e4 белая пешка · a2 белая пешка · b2 белая пешка · c2 белая пешка · f2 белая пешка · g2 белая пешка · h2 белая пешка · a1 белая ладья · b1 белый конь · c1 белый слон · d1 белый ферзь · e1 белый король · f1 белый слон · h1 белая ладья | a8 чёрная ладья · c8 чёрный слон · d8 чёрный ферзь · e8 чёрный король · f8 чёрный слон · h8 чёрная ладья · a7 чёрная пешка · b7 чёрная пешка · d7 чёрная пешка · e7 чёрный конь · f7 чёрная пешка · g7 чёрная пешка · h7 чёрная пешка · c6 чёрный конь · d6 белый конь · e5 чёрная пешка · e4 белая пешка · a2 белая пешка · b2 белая пешка · c2 белая пешка · f2 белая пешка · g2 белая пешка · h2 белая пешка · a1 белая ладья · b1 белый конь · c1 белый слон · d1 белый ферзь · e1 белый король · f1 белый слон · h1 белая ладья | a8 чёрная ладья · c8 чёрный слон · d8 чёрный ферзь · e8 чёрный король · f8 чёрный слон · h8 чёрная ладья · a7 чёрная пешка · b7 чёрная пешка · d7 чёрная пешка · e7 чёрный конь · f7 чёрная пешка · g7 чёрная пешка · h7 чёрная пешка · c6 чёрный конь · d6 белый конь · e5 чёрная пешка · e4 белая пешка · a2 белая пешка · b2 белая пешка · c2 белая пешка · f2 белая пешка · g2 белая пешка · h2 белая пешка · a1 белая ладья · b1 белый конь · c1 белый слон · d1 белый ферзь · e1 белый король · f1 белый слон · h1 белая ладья | a8 чёрная ладья · c8 чёрный слон · d8 чёрный ферзь · e8 чёрный король · f8 чёрный слон · h8 чёрная ладья · a7 чёрная пешка · b7 чёрная пешка · d7 чёрная пешка · e7 чёрный конь · f7 чёрная пешка · g7 чёрная пешка · h7 чёрная пешка · c6 чёрный конь · d6 белый конь · e5 чёрная пешка · e4 белая пешка · a2 белая пешка · b2 белая пешка · c2 белая пешка · f2 белая пешка · g2 белая пешка · h2 белая пешка · a1 белая ладья · b1 белый конь · c1 белый слон · d1 белый ферзь · e1 белый король · f1 белый слон · h1 белая ладья | a8 чёрная ладья · c8 чёрный слон · d8 чёрный ферзь · e8 чёрный король · f8 чёрный слон · h8 чёрная ладья · a7 чёрная пешка · b7 чёрная пешка · d7 чёрная пешка · e7 чёрный конь · f7 чёрная пешка · g7 чёрная пешка · h7 чёрная пешка · c6 чёрный конь · d6 белый конь · e5 чёрная пешка · e4 белая пешка · a2 белая пешка · b2 белая пешка · c2 белая пешка · f2 белая пешка · g2 белая пешка · h2 белая пешка · a1 белая ладья · b1 белый конь · c1 белый слон · d1 белый ферзь · e1 белый король · f1 белый слон · h1 белая ладья | 7 |
| 6 | a8 чёрная ладья · c8 чёрный слон · d8 чёрный ферзь · e8 чёрный король · f8 чёрный слон · h8 чёрная ладья · a7 чёрная пешка · b7 чёрная пешка · d7 чёрная пешка · e7 чёрный конь · f7 чёрная пешка · g7 чёрная пешка · h7 чёрная пешка · c6 чёрный конь · d6 белый конь · e5 чёрная пешка · e4 белая пешка · a2 белая пешка · b2 белая пешка · c2 белая пешка · f2 белая пешка · g2 белая пешка · h2 белая пешка · a1 белая ладья · b1 белый конь · c1 белый слон · d1 белый ферзь · e1 белый король · f1 белый слон · h1 белая ладья | a8 чёрная ладья · c8 чёрный слон · d8 чёрный ферзь · e8 чёрный король · f8 чёрный слон · h8 чёрная ладья · a7 чёрная пешка · b7 чёрная пешка · d7 чёрная пешка · e7 чёрный конь · f7 чёрная пешка · g7 чёрная пешка · h7 чёрная пешка · c6 чёрный конь · d6 белый конь · e5 чёрная пешка · e4 белая пешка · a2 белая пешка · b2 белая пешка · c2 белая пешка · f2 белая пешка · g2 белая пешка · h2 белая пешка · a1 белая ладья · b1 белый конь · c1 белый слон · d1 белый ферзь · e1 белый король · f1 белый слон · h1 белая ладья | a8 чёрная ладья · c8 чёрный слон · d8 чёрный ферзь · e8 чёрный король · f8 чёрный слон · h8 чёрная ладья · a7 чёрная пешка · b7 чёрная пешка · d7 чёрная пешка · e7 чёрный конь · f7 чёрная пешка · g7 чёрная пешка · h7 чёрная пешка · c6 чёрный конь · d6 белый конь · e5 чёрная пешка · e4 белая пешка · a2 белая пешка · b2 белая пешка · c2 белая пешка · f2 белая пешка · g2 белая пешка · h2 белая пешка · a1 белая ладья · b1 белый конь · c1 белый слон · d1 белый ферзь · e1 белый король · f1 белый слон · h1 белая ладья | a8 чёрная ладья · c8 чёрный слон · d8 чёрный ферзь · e8 чёрный король · f8 чёрный слон · h8 чёрная ладья · a7 чёрная пешка · b7 чёрная пешка · d7 чёрная пешка · e7 чёрный конь · f7 чёрная пешка · g7 чёрная пешка · h7 чёрная пешка · c6 чёрный конь · d6 белый конь · e5 чёрная пешка · e4 белая пешка · a2 белая пешка · b2 белая пешка · c2 белая пешка · f2 белая пешка · g2 белая пешка · h2 белая пешка · a1 белая ладья · b1 белый конь · c1 белый слон · d1 белый ферзь · e1 белый король · f1 белый слон · h1 белая ладья | a8 чёрная ладья · c8 чёрный слон · d8 чёрный ферзь · e8 чёрный король · f8 чёрный слон · h8 чёрная ладья · a7 чёрная пешка · b7 чёрная пешка · d7 чёрная пешка · e7 чёрный конь · f7 чёрная пешка · g7 чёрная пешка · h7 чёрная пешка · c6 чёрный конь · d6 белый конь · e5 чёрная пешка · e4 белая пешка · a2 белая пешка · b2 белая пешка · c2 белая пешка · f2 белая пешка · g2 белая пешка · h2 белая пешка · a1 белая ладья · b1 белый конь · c1 белый слон · d1 белый ферзь · e1 белый король · f1 белый слон · h1 белая ладья | a8 чёрная ладья · c8 чёрный слон · d8 чёрный ферзь · e8 чёрный король · f8 чёрный слон · h8 чёрная ладья · a7 чёрная пешка · b7 чёрная пешка · d7 чёрная пешка · e7 чёрный конь · f7 чёрная пешка · g7 чёрная пешка · h7 чёрная пешка · c6 чёрный конь · d6 белый конь · e5 чёрная пешка · e4 белая пешка · a2 белая пешка · b2 белая пешка · c2 белая пешка · f2 белая пешка · g2 белая пешка · h2 белая пешка · a1 белая ладья · b1 белый конь · c1 белый слон · d1 белый ферзь · e1 белый король · f1 белый слон · h1 белая ладья | a8 чёрная ладья · c8 чёрный слон · d8 чёрный ферзь · e8 чёрный король · f8 чёрный слон · h8 чёрная ладья · a7 чёрная пешка · b7 чёрная пешка · d7 чёрная пешка · e7 чёрный конь · f7 чёрная пешка · g7 чёрная пешка · h7 чёрная пешка · c6 чёрный конь · d6 белый конь · e5 чёрная пешка · e4 белая пешка · a2 белая пешка · b2 белая пешка · c2 белая пешка · f2 белая пешка · g2 белая пешка · h2 белая пешка · a1 белая ладья · b1 белый конь · c1 белый слон · d1 белый ферзь · e1 белый король · f1 белый слон · h1 белая ладья | a8 чёрная ладья · c8 чёрный слон · d8 чёрный ферзь · e8 чёрный король · f8 чёрный слон · h8 чёрная ладья · a7 чёрная пешка · b7 чёрная пешка · d7 чёрная пешка · e7 чёрный конь · f7 чёрная пешка · g7 чёрная пешка · h7 чёрная пешка · c6 чёрный конь · d6 белый конь · e5 чёрная пешка · e4 белая пешка · a2 белая пешка · b2 белая пешка · c2 белая пешка · f2 белая пешка · g2 белая пешка · h2 белая пешка · a1 белая ладья · b1 белый конь · c1 белый слон · d1 белый ферзь · e1 белый король · f1 белый слон · h1 белая ладья | 6 |
| 5 | a8 чёрная ладья · c8 чёрный слон · d8 чёрный ферзь · e8 чёрный король · f8 чёрный слон · h8 чёрная ладья · a7 чёрная пешка · b7 чёрная пешка · d7 чёрная пешка · e7 чёрный конь · f7 чёрная пешка · g7 чёрная пешка · h7 чёрная пешка · c6 чёрный конь · d6 белый конь · e5 чёрная пешка · e4 белая пешка · a2 белая пешка · b2 белая пешка · c2 белая пешка · f2 белая пешка · g2 белая пешка · h2 белая пешка · a1 белая ладья · b1 белый конь · c1 белый слон · d1 белый ферзь · e1 белый король · f1 белый слон · h1 белая ладья | a8 чёрная ладья · c8 чёрный слон · d8 чёрный ферзь · e8 чёрный король · f8 чёрный слон · h8 чёрная ладья · a7 чёрная пешка · b7 чёрная пешка · d7 чёрная пешка · e7 чёрный конь · f7 чёрная пешка · g7 чёрная пешка · h7 чёрная пешка · c6 чёрный конь · d6 белый конь · e5 чёрная пешка · e4 белая пешка · a2 белая пешка · b2 белая пешка · c2 белая пешка · f2 белая пешка · g2 белая пешка · h2 белая пешка · a1 белая ладья · b1 белый конь · c1 белый слон · d1 белый ферзь · e1 белый король · f1 белый слон · h1 белая ладья | a8 чёрная ладья · c8 чёрный слон · d8 чёрный ферзь · e8 чёрный король · f8 чёрный слон · h8 чёрная ладья · a7 чёрная пешка · b7 чёрная пешка · d7 чёрная пешка · e7 чёрный конь · f7 чёрная пешка · g7 чёрная пешка · h7 чёрная пешка · c6 чёрный конь · d6 белый конь · e5 чёрная пешка · e4 белая пешка · a2 белая пешка · b2 белая пешка · c2 белая пешка · f2 белая пешка · g2 белая пешка · h2 белая пешка · a1 белая ладья · b1 белый конь · c1 белый слон · d1 белый ферзь · e1 белый король · f1 белый слон · h1 белая ладья | a8 чёрная ладья · c8 чёрный слон · d8 чёрный ферзь · e8 чёрный король · f8 чёрный слон · h8 чёрная ладья · a7 чёрная пешка · b7 чёрная пешка · d7 чёрная пешка · e7 чёрный конь · f7 чёрная пешка · g7 чёрная пешка · h7 чёрная пешка · c6 чёрный конь · d6 белый конь · e5 чёрная пешка · e4 белая пешка · a2 белая пешка · b2 белая пешка · c2 белая пешка · f2 белая пешка · g2 белая пешка · h2 белая пешка · a1 белая ладья · b1 белый конь · c1 белый слон · d1 белый ферзь · e1 белый король · f1 белый слон · h1 белая ладья | a8 чёрная ладья · c8 чёрный слон · d8 чёрный ферзь · e8 чёрный король · f8 чёрный слон · h8 чёрная ладья · a7 чёрная пешка · b7 чёрная пешка · d7 чёрная пешка · e7 чёрный конь · f7 чёрная пешка · g7 чёрная пешка · h7 чёрная пешка · c6 чёрный конь · d6 белый конь · e5 чёрная пешка · e4 белая пешка · a2 белая пешка · b2 белая пешка · c2 белая пешка · f2 белая пешка · g2 белая пешка · h2 белая пешка · a1 белая ладья · b1 белый конь · c1 белый слон · d1 белый ферзь · e1 белый король · f1 белый слон · h1 белая ладья | a8 чёрная ладья · c8 чёрный слон · d8 чёрный ферзь · e8 чёрный король · f8 чёрный слон · h8 чёрная ладья · a7 чёрная пешка · b7 чёрная пешка · d7 чёрная пешка · e7 чёрный конь · f7 чёрная пешка · g7 чёрная пешка · h7 чёрная пешка · c6 чёрный конь · d6 белый конь · e5 чёрная пешка · e4 белая пешка · a2 белая пешка · b2 белая пешка · c2 белая пешка · f2 белая пешка · g2 белая пешка · h2 белая пешка · a1 белая ладья · b1 белый конь · c1 белый слон · d1 белый ферзь · e1 белый король · f1 белый слон · h1 белая ладья | a8 чёрная ладья · c8 чёрный слон · d8 чёрный ферзь · e8 чёрный король · f8 чёрный слон · h8 чёрная ладья · a7 чёрная пешка · b7 чёрная пешка · d7 чёрная пешка · e7 чёрный конь · f7 чёрная пешка · g7 чёрная пешка · h7 чёрная пешка · c6 чёрный конь · d6 белый конь · e5 чёрная пешка · e4 белая пешка · a2 белая пешка · b2 белая пешка · c2 белая пешка · f2 белая пешка · g2 белая пешка · h2 белая пешка · a1 белая ладья · b1 белый конь · c1 белый слон · d1 белый ферзь · e1 белый король · f1 белый слон · h1 белая ладья | a8 чёрная ладья · c8 чёрный слон · d8 чёрный ферзь · e8 чёрный король · f8 чёрный слон · h8 чёрная ладья · a7 чёрная пешка · b7 чёрная пешка · d7 чёрная пешка · e7 чёрный конь · f7 чёрная пешка · g7 чёрная пешка · h7 чёрная пешка · c6 чёрный конь · d6 белый конь · e5 чёрная пешка · e4 белая пешка · a2 белая пешка · b2 белая пешка · c2 белая пешка · f2 белая пешка · g2 белая пешка · h2 белая пешка · a1 белая ладья · b1 белый конь · c1 белый слон · d1 белый ферзь · e1 белый король · f1 белый слон · h1 белая ладья | 5 |
| 4 | a8 чёрная ладья · c8 чёрный слон · d8 чёрный ферзь · e8 чёрный король · f8 чёрный слон · h8 чёрная ладья · a7 чёрная пешка · b7 чёрная пешка · d7 чёрная пешка · e7 чёрный конь · f7 чёрная пешка · g7 чёрная пешка · h7 чёрная пешка · c6 чёрный конь · d6 белый конь · e5 чёрная пешка · e4 белая пешка · a2 белая пешка · b2 белая пешка · c2 белая пешка · f2 белая пешка · g2 белая пешка · h2 белая пешка · a1 белая ладья · b1 белый конь · c1 белый слон · d1 белый ферзь · e1 белый король · f1 белый слон · h1 белая ладья | a8 чёрная ладья · c8 чёрный слон · d8 чёрный ферзь · e8 чёрный король · f8 чёрный слон · h8 чёрная ладья · a7 чёрная пешка · b7 чёрная пешка · d7 чёрная пешка · e7 чёрный конь · f7 чёрная пешка · g7 чёрная пешка · h7 чёрная пешка · c6 чёрный конь · d6 белый конь · e5 чёрная пешка · e4 белая пешка · a2 белая пешка · b2 белая пешка · c2 белая пешка · f2 белая пешка · g2 белая пешка · h2 белая пешка · a1 белая ладья · b1 белый конь · c1 белый слон · d1 белый ферзь · e1 белый король · f1 белый слон · h1 белая ладья | a8 чёрная ладья · c8 чёрный слон · d8 чёрный ферзь · e8 чёрный король · f8 чёрный слон · h8 чёрная ладья · a7 чёрная пешка · b7 чёрная пешка · d7 чёрная пешка · e7 чёрный конь · f7 чёрная пешка · g7 чёрная пешка · h7 чёрная пешка · c6 чёрный конь · d6 белый конь · e5 чёрная пешка · e4 белая пешка · a2 белая пешка · b2 белая пешка · c2 белая пешка · f2 белая пешка · g2 белая пешка · h2 белая пешка · a1 белая ладья · b1 белый конь · c1 белый слон · d1 белый ферзь · e1 белый король · f1 белый слон · h1 белая ладья | a8 чёрная ладья · c8 чёрный слон · d8 чёрный ферзь · e8 чёрный король · f8 чёрный слон · h8 чёрная ладья · a7 чёрная пешка · b7 чёрная пешка · d7 чёрная пешка · e7 чёрный конь · f7 чёрная пешка · g7 чёрная пешка · h7 чёрная пешка · c6 чёрный конь · d6 белый конь · e5 чёрная пешка · e4 белая пешка · a2 белая пешка · b2 белая пешка · c2 белая пешка · f2 белая пешка · g2 белая пешка · h2 белая пешка · a1 белая ладья · b1 белый конь · c1 белый слон · d1 белый ферзь · e1 белый король · f1 белый слон · h1 белая ладья | a8 чёрная ладья · c8 чёрный слон · d8 чёрный ферзь · e8 чёрный король · f8 чёрный слон · h8 чёрная ладья · a7 чёрная пешка · b7 чёрная пешка · d7 чёрная пешка · e7 чёрный конь · f7 чёрная пешка · g7 чёрная пешка · h7 чёрная пешка · c6 чёрный конь · d6 белый конь · e5 чёрная пешка · e4 белая пешка · a2 белая пешка · b2 белая пешка · c2 белая пешка · f2 белая пешка · g2 белая пешка · h2 белая пешка · a1 белая ладья · b1 белый конь · c1 белый слон · d1 белый ферзь · e1 белый король · f1 белый слон · h1 белая ладья | a8 чёрная ладья · c8 чёрный слон · d8 чёрный ферзь · e8 чёрный король · f8 чёрный слон · h8 чёрная ладья · a7 чёрная пешка · b7 чёрная пешка · d7 чёрная пешка · e7 чёрный конь · f7 чёрная пешка · g7 чёрная пешка · h7 чёрная пешка · c6 чёрный конь · d6 белый конь · e5 чёрная пешка · e4 белая пешка · a2 белая пешка · b2 белая пешка · c2 белая пешка · f2 белая пешка · g2 белая пешка · h2 белая пешка · a1 белая ладья · b1 белый конь · c1 белый слон · d1 белый ферзь · e1 белый король · f1 белый слон · h1 белая ладья | a8 чёрная ладья · c8 чёрный слон · d8 чёрный ферзь · e8 чёрный король · f8 чёрный слон · h8 чёрная ладья · a7 чёрная пешка · b7 чёрная пешка · d7 чёрная пешка · e7 чёрный конь · f7 чёрная пешка · g7 чёрная пешка · h7 чёрная пешка · c6 чёрный конь · d6 белый конь · e5 чёрная пешка · e4 белая пешка · a2 белая пешка · b2 белая пешка · c2 белая пешка · f2 белая пешка · g2 белая пешка · h2 белая пешка · a1 белая ладья · b1 белый конь · c1 белый слон · d1 белый ферзь · e1 белый король · f1 белый слон · h1 белая ладья | a8 чёрная ладья · c8 чёрный слон · d8 чёрный ферзь · e8 чёрный король · f8 чёрный слон · h8 чёрная ладья · a7 чёрная пешка · b7 чёрная пешка · d7 чёрная пешка · e7 чёрный конь · f7 чёрная пешка · g7 чёрная пешка · h7 чёрная пешка · c6 чёрный конь · d6 белый конь · e5 чёрная пешка · e4 белая пешка · a2 белая пешка · b2 белая пешка · c2 белая пешка · f2 белая пешка · g2 белая пешка · h2 белая пешка · a1 белая ладья · b1 белый конь · c1 белый слон · d1 белый ферзь · e1 белый король · f1 белый слон · h1 белая ладья | 4 |
| 3 | a8 чёрная ладья · c8 чёрный слон · d8 чёрный ферзь · e8 чёрный король · f8 чёрный слон · h8 чёрная ладья · a7 чёрная пешка · b7 чёрная пешка · d7 чёрная пешка · e7 чёрный конь · f7 чёрная пешка · g7 чёрная пешка · h7 чёрная пешка · c6 чёрный конь · d6 белый конь · e5 чёрная пешка · e4 белая пешка · a2 белая пешка · b2 белая пешка · c2 белая пешка · f2 белая пешка · g2 белая пешка · h2 белая пешка · a1 белая ладья · b1 белый конь · c1 белый слон · d1 белый ферзь · e1 белый король · f1 белый слон · h1 белая ладья | a8 чёрная ладья · c8 чёрный слон · d8 чёрный ферзь · e8 чёрный король · f8 чёрный слон · h8 чёрная ладья · a7 чёрная пешка · b7 чёрная пешка · d7 чёрная пешка · e7 чёрный конь · f7 чёрная пешка · g7 чёрная пешка · h7 чёрная пешка · c6 чёрный конь · d6 белый конь · e5 чёрная пешка · e4 белая пешка · a2 белая пешка · b2 белая пешка · c2 белая пешка · f2 белая пешка · g2 белая пешка · h2 белая пешка · a1 белая ладья · b1 белый конь · c1 белый слон · d1 белый ферзь · e1 белый король · f1 белый слон · h1 белая ладья | a8 чёрная ладья · c8 чёрный слон · d8 чёрный ферзь · e8 чёрный король · f8 чёрный слон · h8 чёрная ладья · a7 чёрная пешка · b7 чёрная пешка · d7 чёрная пешка · e7 чёрный конь · f7 чёрная пешка · g7 чёрная пешка · h7 чёрная пешка · c6 чёрный конь · d6 белый конь · e5 чёрная пешка · e4 белая пешка · a2 белая пешка · b2 белая пешка · c2 белая пешка · f2 белая пешка · g2 белая пешка · h2 белая пешка · a1 белая ладья · b1 белый конь · c1 белый слон · d1 белый ферзь · e1 белый король · f1 белый слон · h1 белая ладья | a8 чёрная ладья · c8 чёрный слон · d8 чёрный ферзь · e8 чёрный король · f8 чёрный слон · h8 чёрная ладья · a7 чёрная пешка · b7 чёрная пешка · d7 чёрная пешка · e7 чёрный конь · f7 чёрная пешка · g7 чёрная пешка · h7 чёрная пешка · c6 чёрный конь · d6 белый конь · e5 чёрная пешка · e4 белая пешка · a2 белая пешка · b2 белая пешка · c2 белая пешка · f2 белая пешка · g2 белая пешка · h2 белая пешка · a1 белая ладья · b1 белый конь · c1 белый слон · d1 белый ферзь · e1 белый король · f1 белый слон · h1 белая ладья | a8 чёрная ладья · c8 чёрный слон · d8 чёрный ферзь · e8 чёрный король · f8 чёрный слон · h8 чёрная ладья · a7 чёрная пешка · b7 чёрная пешка · d7 чёрная пешка · e7 чёрный конь · f7 чёрная пешка · g7 чёрная пешка · h7 чёрная пешка · c6 чёрный конь · d6 белый конь · e5 чёрная пешка · e4 белая пешка · a2 белая пешка · b2 белая пешка · c2 белая пешка · f2 белая пешка · g2 белая пешка · h2 белая пешка · a1 белая ладья · b1 белый конь · c1 белый слон · d1 белый ферзь · e1 белый король · f1 белый слон · h1 белая ладья | a8 чёрная ладья · c8 чёрный слон · d8 чёрный ферзь · e8 чёрный король · f8 чёрный слон · h8 чёрная ладья · a7 чёрная пешка · b7 чёрная пешка · d7 чёрная пешка · e7 чёрный конь · f7 чёрная пешка · g7 чёрная пешка · h7 чёрная пешка · c6 чёрный конь · d6 белый конь · e5 чёрная пешка · e4 белая пешка · a2 белая пешка · b2 белая пешка · c2 белая пешка · f2 белая пешка · g2 белая пешка · h2 белая пешка · a1 белая ладья · b1 белый конь · c1 белый слон · d1 белый ферзь · e1 белый король · f1 белый слон · h1 белая ладья | a8 чёрная ладья · c8 чёрный слон · d8 чёрный ферзь · e8 чёрный король · f8 чёрный слон · h8 чёрная ладья · a7 чёрная пешка · b7 чёрная пешка · d7 чёрная пешка · e7 чёрный конь · f7 чёрная пешка · g7 чёрная пешка · h7 чёрная пешка · c6 чёрный конь · d6 белый конь · e5 чёрная пешка · e4 белая пешка · a2 белая пешка · b2 белая пешка · c2 белая пешка · f2 белая пешка · g2 белая пешка · h2 белая пешка · a1 белая ладья · b1 белый конь · c1 белый слон · d1 белый ферзь · e1 белый король · f1 белый слон · h1 белая ладья | a8 чёрная ладья · c8 чёрный слон · d8 чёрный ферзь · e8 чёрный король · f8 чёрный слон · h8 чёрная ладья · a7 чёрная пешка · b7 чёрная пешка · d7 чёрная пешка · e7 чёрный конь · f7 чёрная пешка · g7 чёрная пешка · h7 чёрная пешка · c6 чёрный конь · d6 белый конь · e5 чёрная пешка · e4 белая пешка · a2 белая пешка · b2 белая пешка · c2 белая пешка · f2 белая пешка · g2 белая пешка · h2 белая пешка · a1 белая ладья · b1 белый конь · c1 белый слон · d1 белый ферзь · e1 белый король · f1 белый слон · h1 белая ладья | 3 |
| 2 | a8 чёрная ладья · c8 чёрный слон · d8 чёрный ферзь · e8 чёрный король · f8 чёрный слон · h8 чёрная ладья · a7 чёрная пешка · b7 чёрная пешка · d7 чёрная пешка · e7 чёрный конь · f7 чёрная пешка · g7 чёрная пешка · h7 чёрная пешка · c6 чёрный конь · d6 белый конь · e5 чёрная пешка · e4 белая пешка · a2 белая пешка · b2 белая пешка · c2 белая пешка · f2 белая пешка · g2 белая пешка · h2 белая пешка · a1 белая ладья · b1 белый конь · c1 белый слон · d1 белый ферзь · e1 белый король · f1 белый слон · h1 белая ладья | a8 чёрная ладья · c8 чёрный слон · d8 чёрный ферзь · e8 чёрный король · f8 чёрный слон · h8 чёрная ладья · a7 чёрная пешка · b7 чёрная пешка · d7 чёрная пешка · e7 чёрный конь · f7 чёрная пешка · g7 чёрная пешка · h7 чёрная пешка · c6 чёрный конь · d6 белый конь · e5 чёрная пешка · e4 белая пешка · a2 белая пешка · b2 белая пешка · c2 белая пешка · f2 белая пешка · g2 белая пешка · h2 белая пешка · a1 белая ладья · b1 белый конь · c1 белый слон · d1 белый ферзь · e1 белый король · f1 белый слон · h1 белая ладья | a8 чёрная ладья · c8 чёрный слон · d8 чёрный ферзь · e8 чёрный король · f8 чёрный слон · h8 чёрная ладья · a7 чёрная пешка · b7 чёрная пешка · d7 чёрная пешка · e7 чёрный конь · f7 чёрная пешка · g7 чёрная пешка · h7 чёрная пешка · c6 чёрный конь · d6 белый конь · e5 чёрная пешка · e4 белая пешка · a2 белая пешка · b2 белая пешка · c2 белая пешка · f2 белая пешка · g2 белая пешка · h2 белая пешка · a1 белая ладья · b1 белый конь · c1 белый слон · d1 белый ферзь · e1 белый король · f1 белый слон · h1 белая ладья | a8 чёрная ладья · c8 чёрный слон · d8 чёрный ферзь · e8 чёрный король · f8 чёрный слон · h8 чёрная ладья · a7 чёрная пешка · b7 чёрная пешка · d7 чёрная пешка · e7 чёрный конь · f7 чёрная пешка · g7 чёрная пешка · h7 чёрная пешка · c6 чёрный конь · d6 белый конь · e5 чёрная пешка · e4 белая пешка · a2 белая пешка · b2 белая пешка · c2 белая пешка · f2 белая пешка · g2 белая пешка · h2 белая пешка · a1 белая ладья · b1 белый конь · c1 белый слон · d1 белый ферзь · e1 белый король · f1 белый слон · h1 белая ладья | a8 чёрная ладья · c8 чёрный слон · d8 чёрный ферзь · e8 чёрный король · f8 чёрный слон · h8 чёрная ладья · a7 чёрная пешка · b7 чёрная пешка · d7 чёрная пешка · e7 чёрный конь · f7 чёрная пешка · g7 чёрная пешка · h7 чёрная пешка · c6 чёрный конь · d6 белый конь · e5 чёрная пешка · e4 белая пешка · a2 белая пешка · b2 белая пешка · c2 белая пешка · f2 белая пешка · g2 белая пешка · h2 белая пешка · a1 белая ладья · b1 белый конь · c1 белый слон · d1 белый ферзь · e1 белый король · f1 белый слон · h1 белая ладья | a8 чёрная ладья · c8 чёрный слон · d8 чёрный ферзь · e8 чёрный король · f8 чёрный слон · h8 чёрная ладья · a7 чёрная пешка · b7 чёрная пешка · d7 чёрная пешка · e7 чёрный конь · f7 чёрная пешка · g7 чёрная пешка · h7 чёрная пешка · c6 чёрный конь · d6 белый конь · e5 чёрная пешка · e4 белая пешка · a2 белая пешка · b2 белая пешка · c2 белая пешка · f2 белая пешка · g2 белая пешка · h2 белая пешка · a1 белая ладья · b1 белый конь · c1 белый слон · d1 белый ферзь · e1 белый король · f1 белый слон · h1 белая ладья | a8 чёрная ладья · c8 чёрный слон · d8 чёрный ферзь · e8 чёрный король · f8 чёрный слон · h8 чёрная ладья · a7 чёрная пешка · b7 чёрная пешка · d7 чёрная пешка · e7 чёрный конь · f7 чёрная пешка · g7 чёрная пешка · h7 чёрная пешка · c6 чёрный конь · d6 белый конь · e5 чёрная пешка · e4 белая пешка · a2 белая пешка · b2 белая пешка · c2 белая пешка · f2 белая пешка · g2 белая пешка · h2 белая пешка · a1 белая ладья · b1 белый конь · c1 белый слон · d1 белый ферзь · e1 белый король · f1 белый слон · h1 белая ладья | a8 чёрная ладья · c8 чёрный слон · d8 чёрный ферзь · e8 чёрный король · f8 чёрный слон · h8 чёрная ладья · a7 чёрная пешка · b7 чёрная пешка · d7 чёрная пешка · e7 чёрный конь · f7 чёрная пешка · g7 чёрная пешка · h7 чёрная пешка · c6 чёрный конь · d6 белый конь · e5 чёрная пешка · e4 белая пешка · a2 белая пешка · b2 белая пешка · c2 белая пешка · f2 белая пешка · g2 белая пешка · h2 белая пешка · a1 белая ладья · b1 белый конь · c1 белый слон · d1 белый ферзь · e1 белый король · f1 белый слон · h1 белая ладья | 2 |
| 1 | a8 чёрная ладья · c8 чёрный слон · d8 чёрный ферзь · e8 чёрный король · f8 чёрный слон · h8 чёрная ладья · a7 чёрная пешка · b7 чёрная пешка · d7 чёрная пешка · e7 чёрный конь · f7 чёрная пешка · g7 чёрная пешка · h7 чёрная пешка · c6 чёрный конь · d6 белый конь · e5 чёрная пешка · e4 белая пешка · a2 белая пешка · b2 белая пешка · c2 белая пешка · f2 белая пешка · g2 белая пешка · h2 белая пешка · a1 белая ладья · b1 белый конь · c1 белый слон · d1 белый ферзь · e1 белый король · f1 белый слон · h1 белая ладья | a8 чёрная ладья · c8 чёрный слон · d8 чёрный ферзь · e8 чёрный король · f8 чёрный слон · h8 чёрная ладья · a7 чёрная пешка · b7 чёрная пешка · d7 чёрная пешка · e7 чёрный конь · f7 чёрная пешка · g7 чёрная пешка · h7 чёрная пешка · c6 чёрный конь · d6 белый конь · e5 чёрная пешка · e4 белая пешка · a2 белая пешка · b2 белая пешка · c2 белая пешка · f2 белая пешка · g2 белая пешка · h2 белая пешка · a1 белая ладья · b1 белый конь · c1 белый слон · d1 белый ферзь · e1 белый король · f1 белый слон · h1 белая ладья | a8 чёрная ладья · c8 чёрный слон · d8 чёрный ферзь · e8 чёрный король · f8 чёрный слон · h8 чёрная ладья · a7 чёрная пешка · b7 чёрная пешка · d7 чёрная пешка · e7 чёрный конь · f7 чёрная пешка · g7 чёрная пешка · h7 чёрная пешка · c6 чёрный конь · d6 белый конь · e5 чёрная пешка · e4 белая пешка · a2 белая пешка · b2 белая пешка · c2 белая пешка · f2 белая пешка · g2 белая пешка · h2 белая пешка · a1 белая ладья · b1 белый конь · c1 белый слон · d1 белый ферзь · e1 белый король · f1 белый слон · h1 белая ладья | a8 чёрная ладья · c8 чёрный слон · d8 чёрный ферзь · e8 чёрный король · f8 чёрный слон · h8 чёрная ладья · a7 чёрная пешка · b7 чёрная пешка · d7 чёрная пешка · e7 чёрный конь · f7 чёрная пешка · g7 чёрная пешка · h7 чёрная пешка · c6 чёрный конь · d6 белый конь · e5 чёрная пешка · e4 белая пешка · a2 белая пешка · b2 белая пешка · c2 белая пешка · f2 белая пешка · g2 белая пешка · h2 белая пешка · a1 белая ладья · b1 белый конь · c1 белый слон · d1 белый ферзь · e1 белый король · f1 белый слон · h1 белая ладья | a8 чёрная ладья · c8 чёрный слон · d8 чёрный ферзь · e8 чёрный король · f8 чёрный слон · h8 чёрная ладья · a7 чёрная пешка · b7 чёрная пешка · d7 чёрная пешка · e7 чёрный конь · f7 чёрная пешка · g7 чёрная пешка · h7 чёрная пешка · c6 чёрный конь · d6 белый конь · e5 чёрная пешка · e4 белая пешка · a2 белая пешка · b2 белая пешка · c2 белая пешка · f2 белая пешка · g2 белая пешка · h2 белая пешка · a1 белая ладья · b1 белый конь · c1 белый слон · d1 белый ферзь · e1 белый король · f1 белый слон · h1 белая ладья | a8 чёрная ладья · c8 чёрный слон · d8 чёрный ферзь · e8 чёрный король · f8 чёрный слон · h8 чёрная ладья · a7 чёрная пешка · b7 чёрная пешка · d7 чёрная пешка · e7 чёрный конь · f7 чёрная пешка · g7 чёрная пешка · h7 чёрная пешка · c6 чёрный конь · d6 белый конь · e5 чёрная пешка · e4 белая пешка · a2 белая пешка · b2 белая пешка · c2 белая пешка · f2 белая пешка · g2 белая пешка · h2 белая пешка · a1 белая ладья · b1 белый конь · c1 белый слон · d1 белый ферзь · e1 белый король · f1 белый слон · h1 белая ладья | a8 чёрная ладья · c8 чёрный слон · d8 чёрный ферзь · e8 чёрный король · f8 чёрный слон · h8 чёрная ладья · a7 чёрная пешка · b7 чёрная пешка · d7 чёрная пешка · e7 чёрный конь · f7 чёрная пешка · g7 чёрная пешка · h7 чёрная пешка · c6 чёрный конь · d6 белый конь · e5 чёрная пешка · e4 белая пешка · a2 белая пешка · b2 белая пешка · c2 белая пешка · f2 белая пешка · g2 белая пешка · h2 белая пешка · a1 белая ладья · b1 белый конь · c1 белый слон · d1 белый ферзь · e1 белый король · f1 белый слон · h1 белая ладья | a8 чёрная ладья · c8 чёрный слон · d8 чёрный ферзь · e8 чёрный король · f8 чёрный слон · h8 чёрная ладья · a7 чёрная пешка · b7 чёрная пешка · d7 чёрная пешка · e7 чёрный конь · f7 чёрная пешка · g7 чёрная пешка · h7 чёрная пешка · c6 чёрный конь · d6 белый конь · e5 чёрная пешка · e4 белая пешка · a2 белая пешка · b2 белая пешка · c2 белая пешка · f2 белая пешка · g2 белая пешка · h2 белая пешка · a1 белая ладья · b1 белый конь · c1 белый слон · d1 белый ферзь · e1 белый король · f1 белый слон · h1 белая ладья | 1 |
|   | a | b | c | d | e | f | g | h |   |